# Lista de produtos da IBM

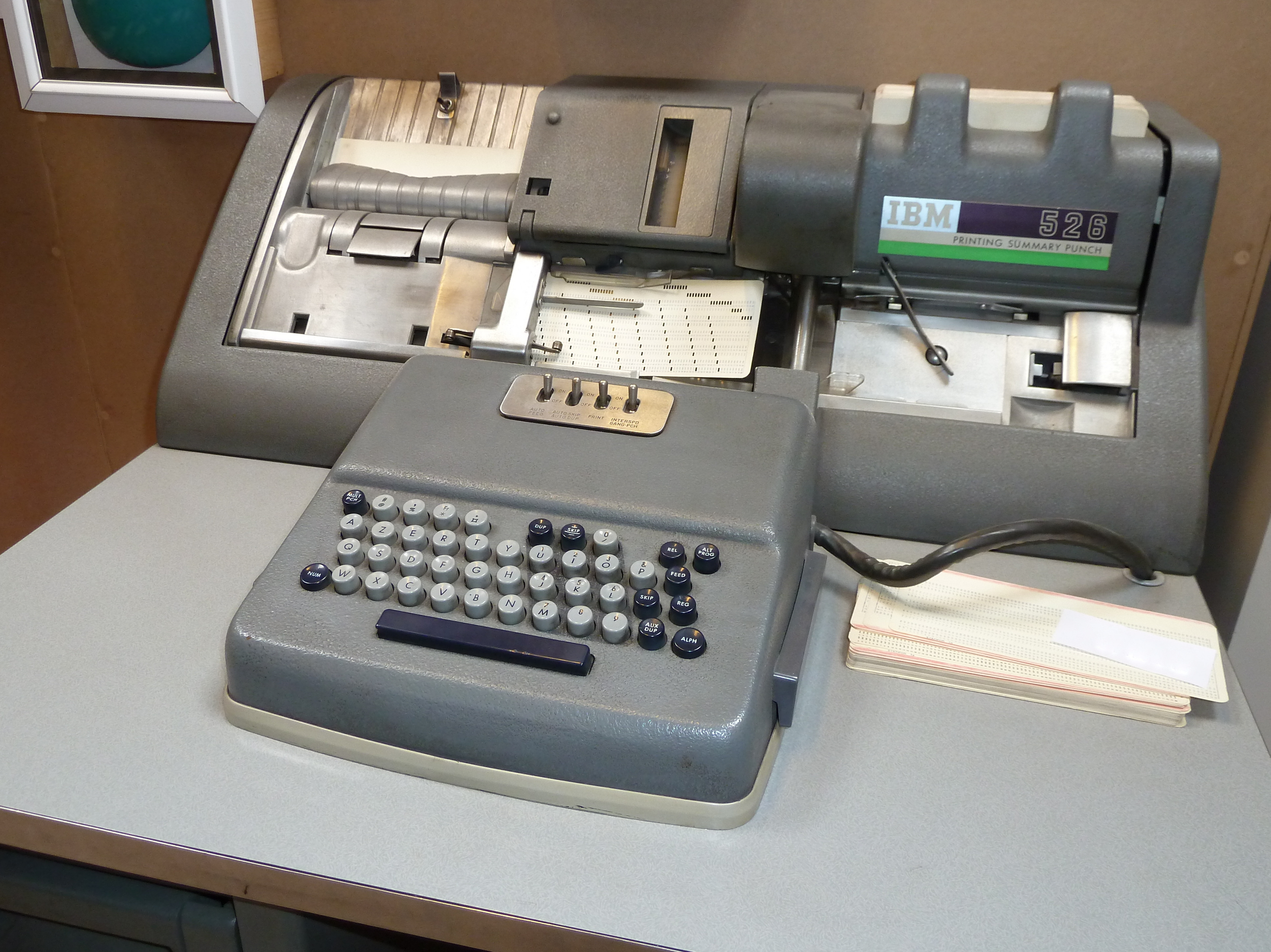
Painel de controle para o IBM 526 Impressão de Resumo de Soco, ca. Em 1948, com o layout de teclado francês

O seguinte é uma lista de produtos, algumas notáveis, alguns menos assim, da International Business Machines (IBM) Corporation e o seu antecessor corporações, no início da década de 1890, e abrangendo um soco cartão de equipamentos, relógios, máquinas de escrever, computadores e muito mais.
Esta lista é eclética; inclui-se, por exemplo, o AN/FSQ-7, que não era um produto, no sentido de se oferecem para venda, mas era um produto, no sentido de fabricação—produzido pelo trabalho da IBM. Várias máquinas fabricadas para Astronômica, Departamento de Computação da Universidade de Columbia estão incluídos, assim como algumas máquinas de construção apenas como manifestações de tecnologia IBM. Faltam RPQs, OEM de produtos (semicondutores, por exemplo), e suprimentos (os cartões perfurados, por exemplo). Estes produtos e outros estão em falta, simplesmente porque ninguém adicionou-los.
A IBM, por vezes, utiliza o mesmo número para um sistema de e para o componente principal do sistema. Por exemplo, o IBM 604 Cálculo Unidade é um componente do IBM 604 Cálculo de Perfuração de cartão. E IBM diferente divisões utilizado o mesmo modelo números; por exemplo a IBM 01 sem dicas de contexto poderia ser uma referência a um keypunch ou da IBM primeira máquina de escrever elétrica.
Número de sequência podem não corresponder ao produto sequência de desenvolvimento. Por exemplo, a 402 tabulação foi uma melhoria, modernizado, 405.
A IBM usa duas estruturas de nomenclaturas  para  os produtos de hardware modernos. Os produtos são normalmente três ou quatro dígitos do tipo de máquina e número de modelo (pode ser uma mistura de letras e números). Um produto também pode ter um departamento de marketing ou um nome de marca. Por exemplo, 2107 é o tipo de máquina para o IBM System Storage DS8000. Enquanto a maioria dos produtos estão listados aqui por tipo de máquina, há casos em que apenas um marketing ou nome da marca é usado. Deve ser tomado cuidado ao procurar por um determinado produto, como, por vezes, o tipo e os números de modelo de sobreposição. Por exemplo, o IBM produto de armazenamento conhecido como o Enterprise Storage Server é o tipo de máquina 2105, e a IBM produto de impressão conhecido como o IBM ® Infoprint ® 2105 é do tipo de máquina 2705, de modo a procurar um IBM 2105 pode resultar em dois produtos diferentes—ou o produto errado—de ser encontrado.
A IBM introduziu a coluna de 80 retangular perfurado cartão em 1928. Pré-1928 modelos de máquinas que continuou em produção com a nova coluna de 80 formato de cartão tinha o mesmo número de modelo, como antes. Máquinas fabricadas antes de 1928 foram, em alguns casos, equipado com coluna de 80 leitores de cartão e/ou socos , portanto, não existiam máquinas com pré-1928 datas de fabricação que contêm 1928 tecnologia.
Esta lista é organizada por classificações de máquinas e aplicativos, em vez de pelo nome do produto. Assim, alguns (poucos) as inscrições serão duplicados. 1420, por exemplo, está listado como membro da 1401 família e como uma máquina para o Banco e finanças.
Produto IBM nomes têm variado ao longo dos anos; por exemplo, estes dois textos de referência o mesmo produto.
- Chave mecânica Soco, Tipo 1 (em Métodos de Máquina de Contabilidade, IBM, 1936)
- Mecânico de Soco, Tipo 001 (no IBM Elétrica Socou Cartão de Máquinas de Contabilidade: Princípios de Funcionamento, IBM, de 1946)

Este artigo usa o nome, ou a combinação de nomes, mais descritiva do produto. Produto de números de incluir zeros à esquerda; 080 não 80 por exemplo. Assim, a entrada para o acima é
- IBM 001: Chave Mecânica de Soco

Produtos da Tabulação de uma Empresa de máquinas podem ser identificadas pela data, antes de 1933, quando as subsidiárias foram mescladas a IBM. Se os dois dígitos três dígitos de números de produto identificar TMC/produtos IBM não é conhecido.

## Unidade de equipamentos de gravação

### Keypunchese verificadores
- Hollerith Keyboard (pantograph) punch: Manual card punch, 1890[2]
- IBM 001: Mechanical Key Punch, 1910[3][4]
- IBM 003: Lever Set Gang Punch, 1920
- IBM 010: Card Punch[5]
- IBM 011: Electric Key Punch, 1923[6]
- IBM 012: Electric Duplicating Key Punch, 1926
- IBM 013: Badge Punch
- IBM 015: Motor Drive Key Punch, 1915
- IBM 016: Motor Drive Duplicating Key Punch, 1927
- IBM 020: Card Punch[7]

- IBM 024: Card Punch (electronic—tube, BCD zone codes); 1949
- IBM 026: Printing Card Punch (electronic—tube, BCD zone codes); 1949
- IBM 027: Card Proof Punch, 1956
- IBM 028: Printing Card Proof Punch, 1956
- IBM 029: Card Punch (electric—diodes & relays, EBCDIC zone codes); 1964[8]
- IBM 031: Alphabetic Duplicating Key Punch; 1933[9]
- IBM 032: Alphabetic Printing Key Punch; 1933[10]
- IBM 033: Alphabetic Duplicating Printing Punch[11]:Appendix, p.22
- IBM 034: Alphabetic Duplicating Printing Key Punch; 1933[12]
- IBM 036: Alphabetic Printing Punch, 1930
- IBM 037: Alphabetic Stencil Punch
- IBM 040: Tape Controlled Card Punch; 1941[13]
- IBM 041: Tape to Card Punch
- IBM 043: Tape Controlled Card Punch
- IBM 044: Tape Controlled Card Punch
- IBM 046: Tape-to-Card Punch[14]
- IBM 047: Tape-to-Card Printing Punch
- IBM 051: Mechanical Verifier
- IBM 052: Motor Drive Verifier
- IBM 053: Motor Drive Verifier
- IBM 054: Motor Drive Verifier
- IBM 055: Alphabetic Verifier, 1946
- IBM 056: Card Verifier (electronic—tube, BCD zone codes); 1949
- IBM 058: Card Operated Typewriter
- IBM 059: Card Verifier (electric, diodes & relays, EBCDIC zone codes); 1964
- IBM 060: Card to Tape Punch (5 channel)
- IBM 063: Card-Controlled Tape Punch
- IBM Data Transceiver: A 65 or 66 in combination with a 67 or 68
  - IBM 065: Data Transceiver Card Unit
  - IBM 066: Data Transceiver Printing Card Unit
  - IBM 067: Telegraph Signal Unit for 065/066
  - IBM 068: Telephone Signal Unit for 065/066
- IBM 116: Numeric Duplicating Punch
- IBM 129: Card Data Recorder (integrated circuits—SLT, EBCDIC zone codes); 1971
- IBM 131: Alphabetic Duplicating Punch
- IBM 143: Tape Controlled Card Punch
- IBM 151: Verifier
- IBM 155: Numeric Verifier
- IBM 156: Alphabetic Verifier
- IBM 163: Card Controlled Tape Punch
- IBM 210: Electric Verifier
- IBM 797: Document Numbering Punch; 1951[15]
- IBM 824: Typewriter Card Punch
- IBM 826: Typewriter Card Punch Printing
- IBM 884: Typewriter Tape Punch[16]
- IBM 963: Tape Punch
- IBM 5496: Data Recorder, Keypunch for IBM System/3's 96 column cards
- IBM Port-A-Punch: Port-A-Punch; 1958[17]
- IBM Votomatic: Voting machine (Port-A-Punch balloting, 1965)[18][19]

### Triagem, Estatísticos e de derivada de máquinas
- Hollerith automatic sorter: Horizontal sorter, 1901[20]
- Hollerith 2: Card counting sorter
- IBM 070: Hollerith Vertical Sorter; 1908[21][22]
- IBM 071: Vertical Sorter; 1928[23]
- IBM 074: Printing Card Counting Sorter, 1930
- IBM 075: Card Counting Sorter
- IBM 076: Searching Sorter Punch
- IBM 080: Card Sorter, 1925[24]
- IBM 081: Card Stencil Sorter
- IBM 082: Card Sorter, 1948
- IBM 083: Card Sorter, 1955
- IBM 084: Card Sorter, 1959
- IBM 086: Coupon Sorter[25]
- IBM 101: Statistical Machine; 1952
  - IBM 524: Duplicating Summary Punch (Numerical card punch, features of an 016 and can also be connected to a 101)[26]
- IBM 106: Coupon Statistical Machine
- IBM 108: Card Proving Machine; 196X
  - IBM 867: IBM 108 Output Typewriter
- IBM 109: Statistical Sorter
- IBM 5486: Card Sorter for IBM System/3's 96 column cards
- IBM 9900: Continuous Multiple Access Comparator[27][28]

### Collators
- IBM 072: Alfabético Collator
- IBM 077: Elétrico Socou Cartão de Collator; 1937[29]
- IBM 078: Stencil Collator
- IBM 079: Stencil Impressão Collator
- IBM 085: Numérico Collator; 1957[30]
- IBM 087: Alfabético Collator[31]
- IBM 088: Numérico Collator
- IBM 089: Alfabético Collator
- IBM 188: Alfabético Collator

### Reprodução de Soco, Resumo de Soco, o Gang de Soco, e derivada de máquinas
- IBM 501: Automatic Numbering Gang Punch
- IBM 511: Automatic Reproducing Punch:Appendix, p.24
- IBM 512: Reproducing Punch, 1940
- IBM 513: Reproducing Punch, 1945
- IBM 514: Reproducing Punch[32]
- IBM 515: Interpreting Reproducing Punch
- IBM 516: Automatic Summary Punch:Appendix, p.34
- IBM 517: Gang Summary Punch, 1929
- IBM 518: Gang Summary Punch, 1929
- IBM 519: End Printing Reproducing Punch, 1946
- IBM 520: Computing Punch
- IBM 522: Duplicator Summary Punch:Appendix, p.35
- IBM 523: Gang Summary Punch; 1949[33]
- IBM 524: Duplicating Summary Punch (Numerical card punch, features of an 016 and can also be connected to a 101)
- IBM 526: Printing Summary Punch (electronic, BCD zone codes, "an 026 arranged for summary punching")
- IBM 528: Accumulating Reproducer[34]
- IBM 534: Card Punch (connects to 870, 108, 1230, 1232)
- IBM 545: Output Punch (an 029 plus connector)
- IBM 549: Ticket Converter

### Intérpretes
- IBM 548: Interpretador
- IBM 550: Numerical Interpreter, 1935[35]
- IBM 551: Verificação Automática de Escrita Intérprete, 1935
- IBM 552: Alfabético Intérprete
- IBM 554: Interpretador
- IBM 555: Alfabético Intérprete
- IBM 556: Interpretador
- IBM 557: Alfabético Intérprete
- IBM 938: Eletrostática a Impressora de cartões

### Tabulações, de Contabilidade, máquinas de Impressoras
- Hollerith Census Tabulator: 1890[36][37][38]
- Hollerith Integrating Tabulator: 1896
- Hollerith Automatic Feed Tabulator: 1900
- IBM 090: Hollerith Type I Tabulator, 1906
- IBM 091: Hollerith Type III Tabulator, 1921
- IBM 092: Electric Tabulating Machine(first Plugboard, later known as a Control Panel)
- IBM 093: Automatic Control Tabulator, 1914 (2 sets of reading brushes, STOP cards not needed)
- Hollerith Type 3-S Tabulator: 192x
- IBM 094: Non-print Automatic Checking Machine
- IBM 211: Accounting Machine
- IBM 212: Accounting Machine
- IBM 285: Electric Accounting Machine; 1927:Appendix, p.30[39]
- IBM 297: Numerical Accounting Machine
- IBM 298: Numerical Accounting Machine
- IBM 301: Hollerith Type IV Tabulator, 1928[40]
- IBM 375: Invoicing Tabulator:Appendix, p.31
- IBM Direct Subtraction Accounting Machine::Appendix, p.32
- IBM ATB: Alphabetic Tabulating model B; 1931[41]
- IBM ATC: Alphabetic Tabulating model C; 1931? (soon after the ATB)[42]
- IBM 401: Tabulator; 1933
- IBM Electromatic Table Printing Machine: Typesetting-quality printer; 1946[43]

402 e versões conhecidas
- IBM 402: Alfabético de Contabilidade, Máquina de 1948
- IBM 402: Computação Contabilidade Máquina (com estado sólido dispositivo de computação)[44]
- IBM 403: Alfabético de Contabilidade, Máquina de 1948(MLP—vários impressão de linha)(versão de 402)
- IBM 403: Computação Contabilidade Máquina (com estado sólido dispositivo de computação)(versão de 402)
- IBM 412: Contabilidade Máquina (versão de 402)
- IBM 417: Numérico Contabilidade Máquina (versão de 402)
- IBM 419: Numérico Contabilidade da Máquina(versão de 402)
  - IBM 513, 514, 517, 519, 523, 526, 528, ou 549: Resumo de soco para 402[45]
  - IBM 916: Bill Feed para 402(única folha de alimentação)
  - IBM 923: Fita-Controlado Transporte para 402
  - IBM 924: Alimentação Dupla Fita de Transporte para 402[46]
  - IBM 1997: Fita-Controlado Bill Alimentação 402[47]

404
- IBM 404: Contabilidade Máquina

405 e versões conhecidas
- IBM 405: Alfabético de Escrituração e Contabilidade Máquina; 1934 (mais tarde: 405 Elétrica Socou Cartão de Contabilidade Máquina)[48][49]
- IBM 416: Numérico Contabilidade Máquina[50](versão do 405)
  - IBM 514, 519, 523, 526, 528, 549: Resumo de soco para 405
  - IBM 921: Internacional Automático de Transporte para o 405, 416 (1938)

407 e versões conhecidas
- IBM 407: Alphabetic Accounting Machine; 1949[51]
- IBM 407: Computing Accounting Machine (with solid state computing device)
- IBM 408: Alphabetic Accounting Machine, 1957(version of 407)[52]
- IBM 409: Accounting Machine; 1959[53](version of 407)[54]
- IBM 421: WTC Computing Accounting Machine (with solid state computing device)(version of 407)
- IBM 444: Accounting Machine(version of 407)
- IBM 447: WTC Computing Accounting Machine (with solid state computing device)(version of 407)
  - IBM 514, 519, 523, 528, 549: Summary punch for 407[55]
  - IBM 922: Tape-Controlled Carriage for 407
- IBM 418: Numerical Accounting Machine
- IBM 420: Alphabetical Accounting Machine
- IBM 424: WTC Computing Accounting Machine (with solid state computing device)
- IBM 426: Accounting Machine
- IBM 427: WTC Accounting Machine (for instance, suitable for British £sd currency)
- IBM 450: Accounting Machine
- IBM 632: Accounting Machine
- IBM 850: Stencil Cutter
- IBM 856: Card-A-Type
- IBM 857: Document Writer
- IBM 858: Cardatype Accounting Machine, 1955
  - IBM 534: IBM 858 Card Punch (similar to 024)
  - IBM 536: IBM 858 Printing Card Punch (similar to 026)
  - IBM 858: IBM 858 Control Unit
  - IBM 863: IBM 858 Arithmetic Unit
  - IBM 866: IBM 858 Non-Transmitting Typewriter
  - IBM 868: IBM 858 Transmitting Typewriter
  - IBM 961: IBM 858 8-channel Tape Punch
  - IBM 962: IBM 858 5-channel Tape Punch
  - IBM 972-1: IBM 858 Auxiliary Keyboard for Manual Entry—Twelve columns of keys*
- IBM 861: Stencil Charger
- IBM 869: Typewriter
- IBM 870: Document Writing System
  - IBM 834: IBM 870 Control Unit
  - IBM 836: IBM 870 Control Unit
  - IBM 865: IBM 870 Output typewriters
  - IBM 866: IBM 870 Non-transmitting Typewriter
  - IBM 868: IBM 870 Transmitting Typewriter
  - IBM 536: IBM 870 Printing Card Punch
  - IBM 961: IBM 870 Tape Punch (8 channel)
  - IBM 962: IBM 870 Tape Punch (5 track)
  - IBM 972-2: IBM 870 Auxiliary Keyboard
- IBM 919: Comparing Bill Feed
- IBM 920: Bill Feed
- IBM 921: International Automatic Carriage:Appendix, p.38
- IBM 933: Carbon Ribbon Feed
- IBM 939: Electrostatic Address Label Printer
- IBM 953: Multiline Posting Machine
- IBM 954: Facsimile Posting Machine (fused carbon copy fanfold printout onto an account ledger card)
- IBM 964: Auxiliary Printing Tape Punch
- IBM 966: Code Comparing Unit
- IBM 973: Keyboard
- IBM 6400 Series: 6405, 6410, 6420: Accounting machine; 1962
  - IBM 6422: Auto Ledger Feed
  - IBM 6425: Magnetic Ledger Unit
  - IBM 6426: Card Punch
  - IBM 6428: Card Reader
  - IBM 6454: Paper Tape Reader
  - IBM 6455: Paper Tape Punch

### Calculadoras

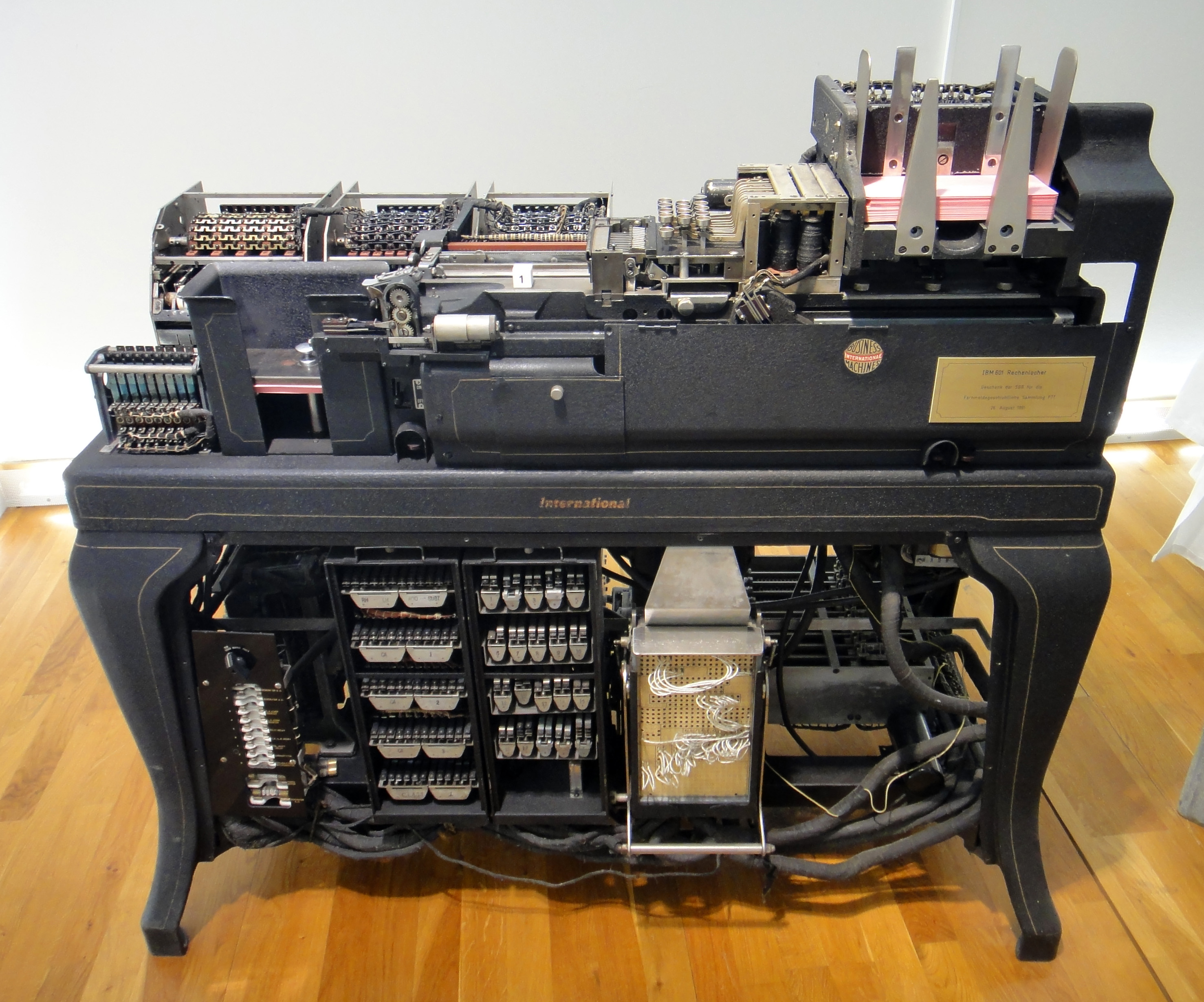
IBM 601

- IBM 600: Automatic Multiplying Punch; 1931[56]
- IBM 601: Electric Multiplier aka Automatic Cross-Footing Multiplying Punch; 1933[57]
- IBM Relay Calculator: aka The IBM Pluggable Sequence Relay Calculator (Aberdeen Machine)[58]
- IBM 602: Calculating Punch; 1946
- IBM 602A: Calculating Punch; 1948
- IBM 603: Electronic Multiplier; 1946[59]
- IBM 604: Electronic Calculating Punch; 1948
  - IBM 604: IBM 604 Calculating Unit
  - IBM 521: IBM 604 Card Read Punch
  - IBM 541: IBM 604 Card Read Punch
- IBM 605: Electronic Calculator; 1949 (version of 604)
  - IBM 527: IBM 605 High Speed Punch
- IBM CPC: Card Programmed Electronic Calculator; 1949[60]
  - IBM 604: IBM 604 Calculating Unit
    - IBM 521: IBM 604 Card Read Punch

  - IBM 402: Accounting Machine
  - IBM 417: Accounting Machine
  - IBM 941: IBM CPC Auxiliary Storage Unit; (16—10-digit words)
- IBM CPC-II: Card Programmed Electronic Calculator; 1949
  - IBM 605: Electronic Calculating Punch
    - IBM 527: Card Read Punch

  - IBM 412: Accounting Machine
  - IBM 418: Accounting Machine
  - IBM 941: IBM CPC Auxiliary Storage Unit; (16—10-digit words)
- IBM 607: Electronic Calculator; 1953
  - IBM 529: IBM 607 Card Read Punch
  - IBM 542: IBM 607 Card Read Punch
  - IBM 942: IBM 607 Electronic Storage Unit; 1953
- IBM 608: Transistorized Electronic Calculator; 1957[61]
  - IBM 535: IBM 608 Card Read Punch
- IBM 609: Calculator; (transistorized) 1960
- IBM 623: Calculating Punch
- IBM 625: Calculating Punch
- IBM 626: Calculating Punch
- IBM 628: Magnetic Core Calculator[62][63]
  - IBM 565: IBM 628 Punching Unit
- IBM 632, IBM 633: Electronic Typing Calculator; 1958
  - IBM 614: IBM 632/3 Typewriter output
  - IBM 630: IBM 632 Arithmetic Unit
  - IBM 631: IBM 632 Buffer memory
  - IBM 634: IBM 632 Non-printing Card Punch
  - IBM 635: IBM 632 Non-Printing Card Punch
  - IBM 636: IBM 632/3 Printing Card Punch
  - IBM 637: IBM 632 Printing Card Punch
  - IBM 638: IBM 632 Companion Keyboard
  - IBM 641: IBM 632 Card Reader
  - IBM 645: IBM 632 Card Reader
  - IBM 648: IBM 632 Tape Punch
  - IBM 649: IBM 632 Paper Tape Reader
- IBM 644: Calculating Punch

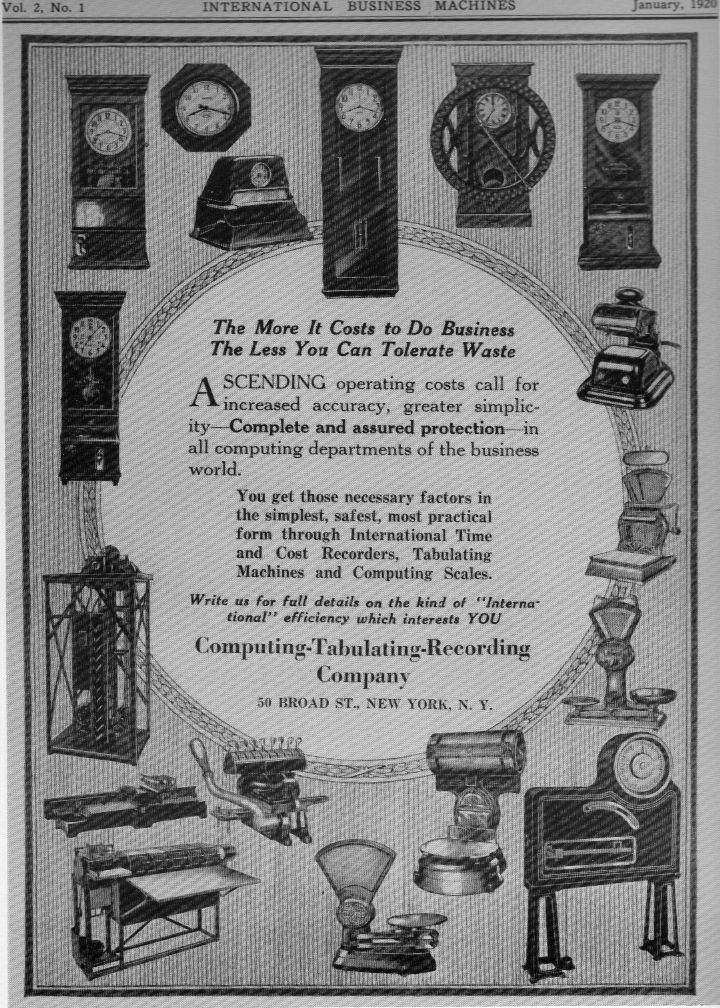
Capa de um catálogo de vendas a partir de janeiro de 1920. A capa também mostra escalas e um portátil keypunch(2º do fundo inferior esquerdo)

A IBM fabrica uma gama de relógios e outros dispositivos, até 1958, quando eles venderam o Tempo de Divisão de Equipamentos para Simplex Gravador de Tempo de Empresa (SimplexGrinnell, de 2001). Veja:
- International Time Recording Co. catálogo (1935 ou anterior)[64]
- IBM 1956: História do Tempo, Divisão de Equipamentos e seus Produtos
- IBM: CONSOLIDADO LISTAGEM DO IBM TEMPO E EQUIPAMENTO DE PESAGEM
- IBM 1958: comunicado de Imprensa anunciando a venda do tempo doméstico de equipamentos (relógios et al.) negócio Simples Gravador de Tempo de Empresa.

## Máquinas de escrever e ditando equipamento
- IBM teclado controle Remoto —[65]
- Máquina de escrever Elétrica IBM Modelo 01; 1935[66]
- Máquina de escrever Elétrica IBM, Standard e Executivo; Modelo de 1948,[67] 1949, 1954, 1959, 1967
- A IBM Selectric máquina de escrever; de 1961[68]
- IBM 6240: cartão Magnético de máquina de escrever; 1977
- Flexowriter: vendido para Friden, Inc. no final da década de 1950
- IBM Executary Modelo 212: ditado de equipamentos[69]

## Copiadora/Duplicadores
- IBM Fotocopiadora; introduziu 1970
- IBM Copiadora II; introduziu 1972
- IBM III Série/Copiadora Duplicadora Modelo 10; introduziu 1976[70]
- IBM III Série/Copiadora Duplicadora Modelo 20; introduziu 1976[71]

A IBM linha de Copiadora/Duplicadores, e os respectivos contratos de serviços, foram vendidos para a Eastman Kodak , em 1988.

## A II Guerra mundial,artefatos e produtos relacionados
- Carabina M1: rifle
- M7 Lançadores de Granadas para M1 Garand espingardas
- Browning Automatic Rifle: metralhadora leve
- 20 milímetros de aeronaves de canhão[73]
- Aeronaves e de fogo naval-instrumentos de controle
- 90 milímetros arma antiaérea diretores e previsão unidades
- O compressor propulsores
- Mira de bombardeio Norden

## Outros não-produtos de informática
- IBM 805: IBM Teste de Pontuação Máquina, 1938[74]
- IBM 820 Time Punch[75]
- IBM 9902: Teste de Pontuação Soco[76]

- IBM Púlpito: 1954[77]
- IBM Radiotype —[78]
- IBM Scanistor: Experimental de estado sólido de digitalização óptica dispositivo[79]
- IBM caixa de sapatos: reconhecimento de Voz, de 1962[80]
- IBM Ticketograph: 1937[81]
- IBM Sistema de cobrança de Portagens —[82]
- IBM sem Fio Sistema de Tradução: 1947[83]
- IBM Peróxido de Hidrogênio Analyzer: 1982[84]
- IBM PW 200 Percussão Soldador: 1960[85]
- IBM Escala Industrial: 1930[86]
- IBM Estilo 5011: ¼ potência elétrica de um moinho de café; de 1920[87]
- IBM Estilo 5117: ½ cv de potência picador de carne; final da década de 1920
- IBM Elétrica Placar: 1949[88]

## Computadores baseados emtubos de vácuo(1950)
Para esses computadores a maioria dos componentes eram únicos para um computador específico, e são mostradas imediatamente após a entrada do computador.
- IBM 305: RAMAC: Random Access Method of Accounting and Control; 1956
  - IBM 305: Processing Unit[89]
  - IBM 323: IBM 305 Card Punch
  - IBM 340: IBM 305 Power Supply
  - IBM 350: IBM 305 Disk Storage[90]
  - IBM 370: IBM 305 Printer (not to be confused with the much later System/370 computers)
  - IBM 380: IBM 305 Console[90]
  - IBM 381: IBM 305 Remote Printing Station
  - IBM 382: IBM 305 Paper Tape Reader
  - IBM 407: IBM 305 Accounting Machine (models R1, R2 used on-line)
- IBM 610: Automatic Decimal Point Computer; 1957[57][91]
- IBM 650: Magnetic Drum Data Processing Machine; 1954[92]
  - IBM 355: IBM 650 RAMAC (Disk drive)[93]
  - IBM 407: IBM 650 Accounting machine on-line
  - IBM 533: IBM 650 Card Read Punch[94]
  - IBM 537: IBM 650 Card Read Punch[95]
  - IBM 543: IBM 650 Card Reader
  - IBM 544: IBM 650 Card Punch
  - IBM 650: IBM 650 Console Unit
  - IBM 652: IBM 650 Disk and Magnetic Tape Control Unit[96]
  - IBM 653: IBM 650 Auxiliary Unit (60—10-digit words of auxiliary storage, index registers, and decimal floating point)[97][98][99]
  - IBM 654: IBM 650 Auxiliary Alphabetic Unit
  - IBM 655: IBM 650 Power Unit[100]
  - IBM 727: Magnetic Tape Reader/Recorder (7 Track—6 data bits & 1 parity bit; 200 Characters/inch)[101]
  - IBM 838: Inquiry Station[102]
- IBM 701: Electronic Data Processing Machine; 1952.  Known as the Defense Calculator while in development.[103]
  - IBM 706: IBM 701 Electrostatic Storage Unit (2048—36-bit words)[104]
  - IBM 711: IBM 701 Card reader (150 cards/min); 1952[105]
  - IBM 716: IBM 701 Printer (150 lines/min); 1952[106]
  - IBM 721: IBM 701 Punched card recorder; 1952 (100 cards/min)[107]
  - IBM 726: IBM 701 Dual Magnetic Tape Reader/Recorder (7 Track—6 data bits & 1 parity bit; 100 Characters/inch)[108]
  - IBM 727: Magnetic Tape Reader/Recorder (7 Track—6 data bits & 1 parity bit; 200 Characters/inch)[109]
  - IBM 731: IBM 701 Magnetic Drum Reader/Recorder; 1952[110]
  - IBM 736: IBM 701 Power Frame #1[111]
  - IBM 737: IBM 701/IBM 704/IBM 709 Magnetic Core Storage Unit (4096—36-bit words)[112]
  - IBM 740: IBM 701/IBM 704/IBM 709 Cathode Ray Tube Output Recorder[113]
  - IBM 741: IBM 701 Power Frame #2[114]
  - IBM 746: IBM 701 Power Distribution Unit[115]
  - IBM 753: IBM 701 Magnetic Tape Control Unit[116]
  - IBM 780: Cathode Ray Tube Display (used with IBM 740)
- IBM 702: Electronic Data Processing Machine; 1953[117]
  - IBM 712: IBM 702 Card Reader
  - IBM 717: IBM 702 Printer
    - IBM 922: Tape-Controlled Carriage[34]

  - IBM 722: IBM 702 Card Punch
  - IBM 727: Magnetic Tape Reader/Recorder (7 Track—6 data bits & 1 parity bit; 200 Characters/inch)[109]
  - IBM 732: IBM 702 Magnetic Drum Storage Unit
  - IBM 752: IBM 702 Tape Control Unit
  - IBM 756: IBM 702 Card Reader Control Unit
  - IBM 757: IBM 702 Printer Control Unit
  - IBM 758: IBM 702 Card Punch Control Unit
- IBM 704: Data Processing System; 1956[118]
  - IBM 711: Card Reader[105]
  - IBM 716: Line Printer[106]
  - IBM 721: Card Punch[107]
  - IBM 727: Magnetic Tape Reader/Recorder (7 Track—6 data bits & 1 parity bit; 200 Characters/inch)[109]
  - IBM 733: Magnetic Drum
  - IBM 737: IBM 701/IBM 704/IBM 709 Magnetic Core Storage Unit (4096—36-bit words, 6-bit BCD characters)[112]
  - IBM 738: IBM 704/IBM 709 Magnetic Core Storage Unit (32768—36-bit words, 6-bit BCD characters)
  - IBM 740: IBM 701/IBM 704/IBM 709 Cathode Ray Tube Output Recorder[113]
  - IBM 780: Cathode Ray Tube Display (used with IBM 740)
- IBM Card-to-Tape Converter (described in IBM 704 Reference manual)
  - IBM 714: Card Reader
  - IBM 727: Magnetic Tape Reader/Recorder (7 Track—6 data bits & 1 parity bit; 200 Characters/inch)[109]
  - IBM 759: Card Reader Control Unit
- IBM Tape-to-Card Converter (described in IBM 704 Reference manual)
  - IBM 722: Card Punch
  - IBM 727: Magnetic Tape Reader/Recorder (7 Track—6 data bits & 1 parity bit; 200 Characters/inch)[109]
  - IBM 758: Control Unit
- IBM Tape-controlled Printer (described in IBM 704 Reference manual)
  - IBM 717: Printer
    - IBM 922: Tape-Controlled Carriage[34]

  - IBM 727: Magnetic Tape Reader/Recorder (7 Track—6 data bits & 1 parity bit; 200 Characters/inch)[109]
  - IBM 757: Control Unit
- IBM Tape-controlled Printer (described in IBM 704 Reference manual)
  - IBM 720: Printer
  - IBM 727: Magnetic Tape Reader/Recorder (7 Track—6 data bits & 1 parity bit; 200 Characters/inch)[109]
  - IBM 719: Printer (dot matrix, 60 print positions)[6]
  - IBM 730: Printer (dot matrix, 120 print positions)[6]
  - IBM 760: Printer Control Unit
- IBM 705: Data Processing System; 1954[119][120]
  - IBM 714: Card Reader
  - IBM 717: Printer
    - IBM 922: Tape-Controlled Carriage[34]

  - IBM 720: Printer
  - IBM 722: Card Punch
  - IBM 727: Magnetic Tape Reader/Recorder (7 Track—6 data bits & 1 parity bit; 200 Characters/inch)[109]
  - IBM 729: Magnetic tape drive models 1 and 3 (7 Track—6 data bits & 1 parity bit; 200/556/800 Characters/inch)
  - IBM 730: Printer (dot matrix, 120 print positions)[6]
  - IBM 734: Magnetic Drum Storage
  - IBM 754: Tape Control
  - IBM 757: Printer Control
  - IBM 758: Card Punch Control
  - IBM 759: Card Reader Control
  - IBM 760: Control and Storage; connects 2 727 tape units and a 720A or 730A printer to CPU.
  - IBM 767: Data Synchronizer
  - IBM 774: Tape Data Selector
  - IBM 777: Tape Record Coordinator
  - IBM 782: Console
- IBM 709: Data Processing System; 1958[121]
  - IBM 711: Card Reader[105]
  - IBM 716: Printer[106]
  - IBM 721: Card Punch[107]
  - IBM 729: Magnetic tape drive (7 Track—6 data bits & 1 parity bit; 200/556/800 Characters/inch)
  - IBM 733: Magnetic Drum
  - IBM 737: IBM 701/IBM 704/IBM 709 Magnetic Core Storage Unit (4096—36-bit words, 6-bit BCD characters)[112]
  - IBM 738: IBM 704/IBM 709 Magnetic Core Storage Unit (32768—36-bit words, 6-bit BCD characters)
  - IBM 740: IBM 701/IBM 704/IBM 709 Cathode Ray Tube Output Recorder[113]
  - IBM 755: Tape Control Unit
  - IBM 766: Data Synchronizer
  - IBM 780: Cathode Ray Tube Display (used with IBM 740)
- Other (system not known)
  - IBM 735: Print Control[25]
  - IBM 739: Additional Core Storage[25]
  - IBM 742: Power Unit[25]
  - IBM 743: Power Supply[25]
  - IBM 744: Power Unit[25]
  - IBM 745: Power Unit[25]
  - IBM 747: Tape Data Selector PS[25]
  - IBM 748: Data Synchronizer[25]
  - IBM 771: Card/Tape Converter[25]
  - IBM 775: Record Storage Unit[25]
  - IBM 776: Sp EDPM[25]
  - IBM 781: Console[25]
  - IBM 786: Stretch[25]

## De estado sólido computadores com base no discretatransistores(1960)
Mais informações: IBM mainframe, IBM minicomputador.

### IBM série 1400: 1240, 1401, 1410, 1420, 1440, 1450, 1460, 7010
- IBM 1240: Banking system; 1963
  - IBM 1241: Bank Processing Unit
- IBM 1401: Small business computer; 1959
  - IBM 1402: IBM 1401 Card reader/punch
  - IBM 1403: IBM 1401 Printer, type chain; 1959
    - IBM 1416: IBM 1403 Interchangeable Train Cartridge

  - IBM 1405: IBM 1401/1410 RAMAC (Disk drive)
  - IBM 1406: IBM 1401 Memory Expansion Unit (4000/8000/12000—6-bit characters, check bit, and wordmark)
  - IBM 1407: IBM 1401 Console Inquiry Station[122]:14
  - IBM 1409: IBM 1401 Console Auxiliary
  - IBM 7641: IBM 1401/1410/1460 Hypertape Control
- IBM 1410: Midrange business computer; 1960
  - IBM 1411: IBM 1410 processing unit
  - IBM 1414: IBM 1410/7010: I/O Synchronizer
    - IBM 1014: IBM 1414 Remote Inquiry Unit

  - IBM 1415: IBM 1410/7010—Console
  - IBM 7631: IBM 1410/7010, IBM 7070/7074, 7080—File Control
- IBM 1420: High speed bank transit system; 1962
- IBM 1440: Low-cost business computer; 1962
  - IBM 1441: IBM 1440 Processing unit; 1962
  - IBM 1442: IBM 1440, IBM 1130, and IBM System/360 Card reader/punch
  - IBM 1443: IBM 1440/IBM 1620 II Printer, flying type bar
  - IBM 1447: IBM 1240/1401/1440/1450/1460 Operator's Console
  - IBM 1448: IBM 1240/1440/1460 Transmission Control Unit(between system and 1030/1050/1060/AT&T...)
- IBM 1450: Data Processing System for small banks; 1968
- IBM 1460: Almost twice as fast as the 1401; 1963
  - IBM 1447: IBM 1460 System Console
  - IBM 1461: IBM 1460—Input/Output Control
  - IBM 1462: IBM 1460—Printer Control
- IBM 7010: High-capacity version of 1410; 1962

### IBM 1620
- IBM 1620: Sistema de Processamento de Dados; 1959
  - IBM 1443: IBM 1440/IBM 1620 II Impressora, voando tipo de bar
  - IBM 1621: IBM 1620 fita de Papel do leitor
  - IBM 1622: IBM 1620 Socou leitor de cartão/soco
  - IBM 1623: IBM 1620 eu Expansão de Memória (Unidade 20000/40000—4-bit dígitos, a bandeira e os bits de verificação; CF8421)
  - IBM 1624: IBM 1620 fita de Papel de soco
  - IBM 1625: IBM 1620 II Unidade de Memória (20000/40000/60000—4-bit dígitos, a bandeira e os bits de verificação; CF8421)
  - IBM 1626: IBM 1620 Plotter de controle
  - IBM 1627: IBM 1620 Plotter. Também utilizado pela IBM 1130.

### IBM 7030 (Trecho)
- IBM 7030: Supercomputador; 1960 (Trecho)
  - IBM 353: IBM 7030 unidade de Disco
  - IBM 354: IBM 7030 controlador de unidade de Disco
  - IBM 7152: IBM 7030 Console do Operador
  - IBM 7302: IBM 7030 de Armazenamento principal (16384 de 72 bits palavras: 64 bits de dados e 8 ECC bits)
  - IBM 7303: IBM 7030 Disco de Armazenamento
  - IBM 7503: IBM 7030 Socou leitor de cartão
  - IBM 7612: IBM 7030 Disco Sincronizador
  - IBM 7619: IBM 7030 de e/S do exchange (8, 16, 24 ou 32 canais de e/S)

### IBM 7070 série: 7070, 7072, 7074
- IBM 7070: Intermediário sistema de processamento de dados; 1960
- IBM 7072: Intermediário sistema de processamento de dados; 1962
- IBM 7074: Intermediário sistema de processamento de dados; 1961
  - IBM 729: IBM 7070/IBM 7074 Unidade de fita Magnética
  - IBM 1301: IBM 7070/IBM 7074 Disco de Armazenamento
  - IBM 1302: IBM 7070/IBM 7074 Disco de Armazenamento
  - IBM 7104: IBM 7074 Processador de Alta Velocidade
  - IBM 7150: IBM 7070/IBM 7074 Console Unidade de Controle
  - IBM 7300: IBM 7070/IBM 7074 Disco de Armazenamento
  - IBM 7301: IBM 7070/IBM 7074 de Armazenamento principal (5000/9990—10 dígitos palavras)
  - IBM 7340: IBM 7070/IBM 7074 hypertape (7074 apenas)
  - IBM 7400: IBM 7070/IBM 7074 Impressora
  - IBM 7500: IBM 7070/IBM 7074 Leitor de Cartão
  - IBM 7501: IBM 7070/IBM 7074 Console Leitor de Cartão
  - IBM 7550: IBM 7070/IBM 7074 Cartão de Soco
  - IBM 7600: IBM 7070/IBM 7074 de Entrada-Saída de Controle
  - IBM 7601: IBM 7070 Aritmética e de Controle de Programa
  - IBM 7602: IBM 7070/IBM 7074 Núcleo Controlador de Armazenamento para IBM 7301
  - IBM 7603: IBM 7070/IBM 7074 de Entrada-Saída Sincronizador
  - IBM 7604: IBM 7070/IBM 7074 Fita de Controle
  - IBM 7605: IBM 7070/IBM 7074 de Controle de Disco
  - IBM 7631: IBM 1410/IBM 7010, IBM 7070/IBM 7074, IBM 7080 Arquivo Controle
  - IBM 7640: IBM 7074/IBM 7080 Hypertape de Controle
  - IBM 7802: IBM 7070/IBM 7074 Conversor de Potência
  - IBM 7907: IBM 7070/IBM 7074 Canal de Dados (8 bits)
- IBM 7710: Comunicação de Dados Unidade
- IBM 7711: Comunicação de Dados Unidade

### IBM 7080
- IBM 7080: Alta capacidade de negócios computador; 1961
  - IBM 729: IBM 7080 Unidade de fita Magnética
  - IBM 1301: IBM 7080 Disco de Armazenamento
  - IBM 1302: IBM 7080 Disco de Armazenamento
  - IBM 7153: IBM 7080 Console Unidade de Controle
  - IBM 7302: IBM 7080 de Armazenamento principal (80000/160000—6 caracteres de bit de seleção bit ; CBA8421)
  - IBM 7305: IBM 7080 de Armazenamento principal do Controlador de e/S do Controlador para o IBM 7302
  - IBM 7502: IBM 7080 Console de Leitor de Cartão
  - IBM 7621: IBM 7080 Fita de Controle (729-pt)
  - IBM 7622: IBM 7080 Sinal de Controle (tubo de vácuo periféricos)
  - IBM 7631: IBM 7080 de Controle de Arquivo
  - IBM 7640: IBM 7080 Hypertape Controle
  - IBM 7800: IBM 7080 Conversor de Potência
  - IBM 7801: IBM 7080 de Controle de Energia
  - IBM 7908: IBM 7080 Canal de Dados (8 bits)

## Mais tarde, em estado Sólido computadores & sistemas

### Computadores com base no SLT ou discretaICCPUs (1964 a 1989)
- IBM 1130: high-precision scientific computer; 1965
  - IBM 1132: IBM 1130 Printer, based on IBM 407 type-wheel mechanism
  - IBM 1133: IBM 1130 Multiplexer and cycle stealer, to connect an IBM 1403 fast printer
- IBM 2020: System/360 Model 20 Central Processing Unit; almost a 360: 1966
- IBM 2022: System/360 Model 22 Central Processing Unit; small range 360
- IBM 2025: System/360 Model 25 Central Processing Unit; small range 360
- IBM 2030: System/360 Model 30 Central Processing Unit; small range 360
- IBM 2040: System/360 Model 40 Central Processing Unit; small range 360
- IBM 2044: System/360 Model 44 Central Processing Unit; scientific 360; business with special feature
- IBM 2050: System/360 Model 50 Central Processing Unit; mid range 360
- IBM 2060: System/360 Models 60 and 62 Central Processing Unit; mid-range 360; announced but never released
- IBM 2064: System/360 Models 64 and 66 Central Processing Unit; mid range 360; multi-processor with virtual memory (DAT); announced but never released
- IBM 2065: System/360 Model 65 Central Processing Unit; mid range 360: used by NASA in Apollo project
- IBM 2067: System/360 Model 67 Central Processing Unit; mid range 360; multi-processor with virtual memory (DAT)
- IBM 2070: System/360 Model 70 Central Processing Unit; high range 360; announced but never released
- IBM 2075: System/360 Model 75 Central Processing Unit; high range 360
- IBM 2085: System/360 Model 85 Central Processing Unit; high range 360
- IBM 2091: System/360 Model 91 Central Processing Unit; high range 360
- IBM 2095: System/360 Model 95 Central Processing Unit; high range 360
- IBM 2195: System/360 Model 195 Central Processing Unit; high range 360
- IBM 3031: System/370-compatible mainframe; high range (first series to incorporate integral, i.e., internal, stand-alone channels, these being stripped-down 3158-type CPUs, but operating in "channel mode", only)
- IBM 3032: System/370-compatible mainframe; high range (first series to incorporate integral, i.e., internal, stand-alone channels, these being stripped-down 3158-type CPUs, but operating in "channel mode", only)
- IBM 3033: System/370-compatible multiprocessor complex; high range; 1977 (first series to incorporate integral, i.e., internal, stand-alone channels, these being stripped-down 3158-type CPUs, but operating in "channel mode", only)
- IBM 3036: Dual-display (operator's) console, shipped with 303X
- IBM 3081: System/370-compatible dual-processor mainframe; high range; models: D, G, G2, GX, K (1981), K2, KX (2 = enhanced version); 1980
  - IBM 3082: Processor Controller
  - IBM 3087: Coolant Distribution Unit
  - IBM 3089: Power Unit
- IBM 3083: System/370-compatible mainframe, single processor 3081; high range; models: B (1982), B2, BX, CX, E (1982), E2, EX, J (1982), J2, JX
- IBM 3084: System/370-compatible Quad-processor mainframe; high range; 3081 + 3081 with same serial number, but two on/off switches; models: Q 2-way, Q 2-way2, QX 2-way, Q 4-way, Q 4-way2, QX 4-way; 1982
- IBM 3090: System/370 mainframe; high range; J series supersedes S series.  Models: 150, 150E, 180, 200 (1985), 400 2-way (1985), 400 4-way (1985), 600E (1987), 600S (1988).  A 400 actually consists of two 200s mounted together in a single frame.  Although it provides an enormous computing power, some limits, like CSA size, are still fixed by the 16MB line in MVS.
- IBM 3115: System/370 Model 115 Central Processing Unit; small range
- IBM 3125: System/370 Model 125 Central Processing Unit; small range
- IBM 3135: System/370 Model 135 Central Processing Unit; small range
- IBM 3145: System/370 Model 145 Central Processing Unit; small range
- IBM 3155: System/370 Model 155 Central Processing Unit; mid range; without virtual memory [DAT] unless upgraded to 155-II
- IBM 3165: System/370 Model 165 Central Processing Unit; mid range; without virtual memory [DAT] unless upgraded to 165-II
- IBM 3138: System/370 Model 138 Central Processing Unit; small range;
- IBM 3148: System/370 Model 148 Central Processing Unit; small range;
- IBM 3158: System/370 Model 158 Central Processing Unit; mid range;
- IBM 3168: System/370 Model 168 Central Processing Unit; mid range;
- IBM 3195: System/370 Model 195 Central Processing Unit; high range; without virtual memory [DAT]
- IBM 3741: data station; 1973
- IBM 3790: distributed computer; announced 1975 (followed by the IBM 8100)
  - IBM 3791: Controller, model 1 or 2.
  - IBM 3792: Auxiliary control unit.
  - IBM 3793: Keyboard-Printer.
- IBM 4300: series of System/370-compatible mainframe models; 1979
  - IBM 4321: System/370-compatible mainframe; low range; successor of 4331
  - IBM 4321: System/370-compatible mainframe; low range; 1979
  - IBM 4331: System/370-compatible mainframe; low range; 1979
  - IBM 4341: System/370-compatible mainframe; mid range; 1979
  - IBM 4361: System/370-compatible mainframe; low range; 1983
  - IBM 4381: System/370-compatible mainframe; mid range; 1983
- IBM 5100: portable computer; evolution of the 1973 SCAMP (Special Computer APL Machine Portable) prototype; 1975
- IBM 5110: portable computer; models 1, 2 & 3 featured a QIC tape drive, and then floppy disk drives; 1978
- IBM 5120: portable computer; featured two built-in 8-inch 1.2 MB floppy disk drives; 1980
- IBM 5320: System/32, low-end business computer; 1975
- IBM 5340: System/34, System unit, successor of System/32, but had also a second System/3 processor; 1977[123]
- IBM 5360: System/36 System Unit
- IBM 5362: System/36 System Unit
- IBM 5363: System/36 System Unit
- IBM 5381: System/38 System Unit; 1978
- IBM 5382: System/38 System Unit
- IBM 5410: System/3 model 10 processor; for small businesses; 1969
- IBM 5415: System/3 model 15 processor; 1973
- IBM 8100: distributed computer; announced 1978
- IBM 8150: processor
- IBM 9370: series of System/370 mainframe models; partly replaced IBM 8100; low range; 1986
  - IBM 9371: "Micro Channel 370" ESA models 010, 012, 014 (later 110, 112, 114); 1990
  - IBM 9373: models 20, 30
  - IBM 9375: models 40, 50, 60
  - IBM 9377: models 80 and 90
- IBM Series/1: brand name for process control computers; 1976
- IBM System/3: brand name for small business computers; 1969
- IBM System/36: brand name for minicomputers; successor of System/34; 1983
- IBM System/38: brand name for minicomputers; indirect successor of IBM Future Systems project; 1979
- IBM System/360: brand name for mainframes; 1964
- IBM System/370: brand name for mainframes, successor of System/360; 1970
- Application System/400: brand name for computers, successor of System/38; 1988

### Computadores com base no discretaICCPUs (1990-presente)
- IBM ES/9000 família do System/390 (mainframes); 1990
  - IBM ES/9021: água-de refrigeração ES/9000 tipo de
  - IBM ES/9121: refrigerado a ar independente ES/9000 tipo de
  - IBM ES/9221: refrigerado a ar montado em rack ES/9000 tipo de
- IBM 9406: Sistema de Aplicação/400 minicomputador
- iSeries: nome da marca para minicomputadores; sucessor do AS/400; 2000
- System/390: nome de marca para mainframes com ESA/390 arquitetura, sucessor do Sistema/370; 1990

### Computadores baseados nomicroprocessador, Cpu (1981 até hoje)
- IBM System/23: DataMaster, based on the Intel 8085
- IBM 2003: a very small mainframe with System/390 architecture; 1990s, also known as Multiprise 2000[124]
- IBM 2064: zSeries z900; note number collision with earlier System/360-64; 2000
- IBM 2066: zSeries z800; less powerful variant of the z900
- IBM 2084: zSeries z990; successor of larger z900 models
- IBM 2086: zSeries z890; successor of the z800 and smaller z900 models; 2004
- IBM 2094: System z9 Enterprise Class (z9 EC); initially known as z9-109; 2005
- IBM 2096: System z9 Business Class (z9 BC); successor to z890; 2006
- IBM 2097: System z10 Enterprise Class (z10 EC); successor to z9 EC; 2008
- IBM 2098: System z10 Business Class (z10 BC); successor to z9 BC; 2008
- IBM 2817: zEnterprise 196 (z196); successor to z10 EC; 2010
- IBM 2818: zEnterprise 114 (z114); successor to z10 BC; 2011
- IBM 2827: zEnterprise EC12 (zEC12); successor to z196; 2012
- IBM 2828: zEnterprise BC12 (zBC12); successor to z114; 2013[125]

- IBM 2964: IBM z Systems z13 (z13); successor to zEC12; 2015[126]

- IBM Personal Computer: Superseded the IBM Portable Computer.
  - IBM 5150: the classic IBM PC—1981
  - IBM 5160: IBM Personal Computer XT—1983
  - IBM 5162: IBM Personal Computer XT/286
  - IBM 5271: IBM 3270 PC—1983
  - IBM 5160 Model 588: PC XT/370, a PC XT with a special add-in card containing an Intel 8087 math coprocessor and two Motorola 68000 chips to execute/emulate the System/370 instructions—1983.
  - IBM 5155: IBM Portable—1984
  - IBM 4860: IBM PCjr—1984
  - IBM 5170: IBM Personal Computer/AT—1984
  - IBM 5140: IBM Convertible—1986
  - IBM 5281: IBM 3270 PC but based on an IBM AT.
- IBM 5550: Personal Computer Series for Japan, Korea, Taiwan and China
  - IBM 5510: IBM JX (for Japan, Australia and New Zealand)
  - IBM 5511: IBM JX (for Japan, Australia and New Zealand)
  - IBM 5530: Smaller desktop, without communications adapter
  - IBM 5535: Portable
  - IBM 5541: Desktop
  - IBM 5551: Floor standing
  - IBM 5561: Larger floor standing
- IBM PS/2: range
- IBM PS/1: range, later succeeded by IBM Aptiva[127]
- IBM Aptiva: Personal Computer
- IBM PS/ValuePoint: range
- IBM RT: series; ROMP-based; 1986
- IBM 4575: System/88 processor; 1986
- IBM 4576: System/88 processor
- IBM 7060, also known as Multiprise 3000: a very small mainframe with System/390 architecture; models H30, H50, H70; 1999
- IBM System 9000: lab data controller, based on Motorola 68000
- IBM 9075: PCradio, a battery-powered personal computer; 1991
- IBM 9672: largest mainframes from System/390 line; 1994
  - G1: 9672-Rn1, 9672-Enn, 9672-Pnn
  - G2: 9672-Rn2, 9672-Rn3
  - G3: 9672-Rn4
  - G4: 9672-Rn5
  - G5: 9672-nn6
  - G6: 9672-nn7
- IBM 9674: coupling facility for interconnecting IBM 9672 computers
- IBM PC Series: PC300 and 700 range including 300GL and 300PL
- IBM NetVista: Corporate PCs
- IBM ThinkCentre: PC range now made under license by Lenovo Group
- IBM ThinkPad: Notebooks now made under license by Lenovo Group[128]
- IBM IntelliStation Workstations: Pro based on Intel PC processors, and POWER based on PowerPC processors
- System/390: brand name for mainframes with ESA/390 architecture; successor of System/370; 1990
- IBM System i: Originally AS/400, then iSeries and now System i5; 1988
- IBM System p: First RS/6000, then pSeries, then p5 and now System p5; 1990
- IBM System x: Originally PC Server, then Netfinity, then xSeries and now System x
- System z: brand name for mainframes with z/Architecture; rename of zSeries; 2006
- zSeries: brand name for mainframes with z/Architecture; successor of System/390; 2000
- IBM PureSystems: Converged system
- IBM System Cluster 1350
- IBM BladeCenter: IBM's Blade server architecture
- IBM eServer 32x: AMD processor-based server products
- IBM OpenPower: POWER5 based hardware for running Linux.

#### Supercomputadores
- IBM Blue Gene: 2000
- IBM Kittyhawk: 2008 White paper emitido.

#### Microprocessadores
- IBM 801: Pioneira protótipo de processador RISC; 1980
- IBM ROMP: processador RISC, também conhecido como processador 032
- IBM APC: Processador RISC, sucessor do 032
- IBM CnC/M68000: Processador de XT/370 e/370
- IBM P/370: Processador para o Sistema Pessoal 370
- IBM P/390 microprocessador: processador P/390 e R/390
- IBM POWER: Processadores, para alguns, RS/6000 e sucessores, mais tarde, iSeries, e IBM Power Systems
  - POWER1
  - POWER2
  - POWER3
  - POWER4
  - POWER5
  - POWER6
  - POWER7
  - POWER8
- PowerPC: Processadores, para alguns, RS/6000 e sucessores e anteriores iSeries, alguns também utilizada nos sistemas IBM
  - PowerPC 601
  - PowerPC 603
  - PowerPC 604
  - PowerPC 620
  - PowerPC 7xx
  - PowerPC 4xx incorporado CPUs
  - IBM RS64
  - PowerPC 970
  - Célula microprocessador
  - Gekko, Broadway e Xenon CPUs para consolas de jogos.
- O IBM z/Arquitetura de processadores: para z/Architecture mainframes
  - IBM z10
  - IBM z196
  - IBM zEC12
  - IBM z13

## De Estado sólido periféricos de Computador

### Equipamento de Cartão perfurado e fita de papel
- IBM 1011: IBM 1401/1440/1460/1414 de e/S de Sincronização de—Fita de Papel do Leitor
- IBM 1012: IBM 1401/1440/1460—Fita Soco
- IBM 1017: IBM S/360—Fita de Papel do Leitor
- IBM 1018: IBM S/360—Fita de Papel Perfurador
- IBM 1134: fita de papel do leitor
- IBM 1402: IBM 1401 e vários outros sistemas de leitor de cartão/soco
- IBM 1412: Perfurado leitor de cartão/soco
- IBM 1442: IBM 1440 e IBM System/360 leitor de Cartão/soco
- IBM 1444: IBM 1240/1440 Socou leitor de cartão/soco
- IBM 1622: IBM 1620 leitor de Cartão/soco
- IBM 1902: Fita de Papel Perfurador
- IBM 1903: Fita de Papel do Leitor
- IBM 2501: IBM System/360 leitor de Cartão (até 1.200 cpm)
- IBM 2540: IBM System/360 leitor de Cartão/soco
- IBM 2560: IBM System/360 Modelo 20 Multifuncional máquina de cartão (leitor/soco/intérprete/multi-funil)
- IBM 3504: leitor de Cartão
- IBM 3505: leitor de Cartão
- IBM 3525: Multi-função unidade de cartão
- IBM 5424: IBM System/3 MFCU Multi Função do Cartão (Unidade leitora/perfuradora/impressora/multi-funil)- 96 coluna

### Impressora/plotter de equipamentos e terminais de
- IBM 1009: IBM 1401/1440/1414/1460 Data Transmission Unit
- IBM 1013: Card Transmission Terminal
- IBM 1015: Inquiry/Display Terminal
- IBM 1094: Line-Entry Keyboard
- IBM 1403: High Speed Impact Printer
- IBM 1404: IBM 1401/Sys360—Printer[129]
- IBM 1416: Impact Printer's print character chain
- IBM 1445: IBM 1240/1401/1440/Sys360—Printer
- IBM 1446: IBM 1440—Printer Control unit for 1403
- IBM 2203: Printer
- IBM 2250: Vector Graphics Display Terminal
- IBM 2260: CRT Terminal
- IBM 2280: Film Recorder
- IBM 2282: Film Recorder/Scanner
- IBM 2285: Display Copier
- IBM 2350: Graphics display system; 1977
- IBM 2680: High speed photo typesetter; 1967
- IBM 2740: Typewriter communication terminal; 1965
- IBM 2741: Typewriter communication terminal; 1965
- IBM 2770: Data Communications System; 1969
- IBM 2922: Programmable terminal; 1972
- IBM 2840: Display unit
- IBM 3101: ASCII display station
- IBM 3102: Thermal printer for attachment to IBM 3101, 3151, 3161, etc.
- IBM 3104: Display station for attachment to IBM 5250
- IBM 3151: ASCII display station
- IBM 3161: ASCII display station
- IBM 3163: ASCII display station
- IBM 3164: ASCII color display station
- IBM 3178: Display station for IBM 3270
- IBM 3179: Display station (color or graphics) for IBM 3270
- IBM 3180: 132 character terminal
- IBM 3191: Display station
- IBM 3192: Terminal.  24 or 32 lines.  Record and playback keystrokes function.  All configuration done through keyboard.
- IBM 3192G: Terminal.  24 or 32 lines.  Graphics.
- IBM 3193: Display station
- IBM 3194: Advanced function colour display
- IBM 3196: Display station
- IBM 3197: Color display work station
- IBM 3203-5: Printer
- IBM 3211: High Speed Impact Printer for Sys/370
- IBM 3216: 3211 Impact Printer's Character print train
- IBM 3262: Line printer
- IBM 3268: Dot matrix printer
- IBM 3270: CRT Terminal
- IBM 3275: Display station
- IBM 3277: Terminal
- IBM 3278: Display station
- IBM 3279: Color graphic terminal; 1979
- IBM 3284: Printer
- IBM 3287: Color printer; 1979
- IBM 3288: Line printer
- IBM 3290: Gás panel display terminal with four logical screens; 1983
- IBM 3486: 3487, 3488 "Info Window" twinax displays
- IBM 3735: Programmable Buffered Terminal
- IBM 3767: Communication terminal
- IBM 3780: Data communications terminal; 1972
- IBM 3800: First laser printer introduced by IBM; 1976-1990. incl. photo
- IBM 3800-1: Early laser printer, 1975[130]
- IBM 3800-2: Part of IBM Kanji System for Japanese language processing, 1979
- IBM 3800-3: Continuous form printer; 1982 [ligação inativa]
- IBM 3812: Table top page printer
- IBM 3820: Laser page printer.  20 ppm.
- IBM 3825: Laser page printer.  58 ppm.
- IBM 3827: Laser page printer; 92 ppm, 1988
- IBM 3835: Continuous forms laser printer; 1988
- IBM 3852-2: Inkjet printer for IBM 3192 terminal
- IBM 3900: Various models 001; OW1 DR1/2 etc., succeeded by infoprint 4000
- IBM 4000: Various models succeeded by infoprint 4100
- IBM 4019: Laser printer for PC.  10 text pages per minute.
- IBM 4039-16L: Lex Mark laser printer
- IBM 4055: InfoWindow touch screen display
- IBM 4079: Color inkjet printer
- IBM 4201: ProPrinterII Model 002
- IBM 4202: ProPrinter XL
- IBM 4207: ProPrinter X24
- IBM 4208: ProPrinter XL24
- IBM 4210: APA matrix table top WS printer for the S/38-36
- IBM 4214: Table top printer
- IBM 4216: Personal pageprinter model 020
- IBM 4224: Table top serial printer; 1986
- IBM 4230: Tabletop matrix printer, 600cps.  Also 4232
- IBM 4234: Floor standing dot band printer; 1986
- IBM 4245: Line printer
- IBM 4247: Tabletop matrix printer, 1100cps
- IBM 4248: Impact printer; 1984
- IBM 4250/II: ElectroCompositor model 002
- IBM 4975: Printer
- IBM 5081: Color and monochrome display; separate RGB connections, capable of 1280x1024 resolution, up to 21

-polegada (530 mm) diagonal.
- IBM 5083: Tablet
- IBM 5087: Screen printer
- IBM 5201: Printer
- IBM 5202: Printer (Quietwriter III)
- IBM 5210: Printer
- IBM 5215: Selectric-element printer for Displaywriter
- IBM 5218: Daisywheel printer for Displaywriter
- IBM 5219: Letter quality printer
- IBM 5223: Wheelprinter E
- IBM 5224: Table top printer
- IBM 5225: Floor standing printer
- IBM 5250: CRT terminal; 1977
- IBM 5252: Dual display CRT terminal; 1978
- IBM 5253: CRT display station for 5520; 1979
- IBM 5254: CRT display station for 5520; 1979
- IBM 5256: Table top printer; 1977
- IBM 5257: Daisy wheel printer for 5520; 1979
- IBM 5258: Ink jet printer for 5520; 1979
- IBM 5262: Floor standing line printer
- IBM 5394: Twinax remote controller (also 5494)
- IBM 6153: Advanced monochrome graphics display
- IBM 6154: Advanced color graphics display
- IBM 6155: Extended monochrome graphics display
- IBM 6180: Color plotter
- IBM 6186: Color plotter
- IBM 6262: Line Printer
- IBM 6400: Line matrix printer
- IBM 6500: IPDS printer, coax or twinax attached
- IBM 6670: Information Distributor; combination laser printer and photocopier; part of Office System/6; 1979
- IBM 7701: Magnetic Tape Transmission Terminal; 1960
- IBM 7372: Color plotter, 6 pen, desktop
- IBM 7374: Color plotter
- IBM 7375: Color plotter
- IBM 7350: Image processor, a specialized terminal for scientific and research applications; 1983
- IBM 7400: IBM 7070/IBM 7074 Printer
- IBM 7404: Graphic Output
- IBM 7456: Plant floor terminal
- IBM 7900: IBM 7070/IBM 7074 Inquiry Station
- IBM 8775: Terminal
- IBM LPFK: Lighted Program Function Keyboard
- IBM XY749: Plotter
- IBM XY750: Plotter

### Dados de unidades de armazenamento

#### Núcleo de armazenamento
- IBM 2360: Processador de Armazenamento para o (não fornecido) IBM System/360 modelos de 60 e 64
- IBM 2361: Grande Capacidade de Armazenamento para o IBM System/360 modelos 50, 60, 62, 65, 70, e 75
- IBM 2362: Processador de Armazenamento para o (não fornecido) IBM System/360 modelos de 62, 66, 68 e 70
- IBM 2365: Processador de Armazenamento para o IBM System/360 modelos de 65, 67, 75 e 85
- IBM 2385: Processador de Armazenamento para o IBM System/360 modelo 85
- IBM 2395: Processador de Armazenamento para o IBM System/360 modelos de 91 e 95

#### Cilindro magnético de armazenamento
- IBM 2301: Tambor de Unidade de Armazenamento
- IBM 2303: Tambor de Unidade de Armazenamento
- IBM 7320: Tambor de Armazenamento

#### Acesso Direto A Dispositivos De Armazenamento
Na IBM terminologia início com o System/360 disco e tais dispositivos curto com tempos de acesso foram chamados coletivamente de DASD. A IBM 2321 Célula de Dados é um DASD que usei fita adesiva como seu meio de armazenamento. Ver também História da IBM magnéticos unidades de disco.
- IBM 350: Disk drive for IBM 305 RAMAC
- IBM 353: Disk drive for IBM 7030 Stretch
- IBM 355: Disk drive for IBM 650
- IBM 1301: IBM 1240/1410/1440/1460/70XX—Disk drive; 1961
- IBM 1302: Disk drive
- IBM 1311: IBM 1240/1401/1410/1440/1450/1460/1620/7010/1710/7740 Disk drive using IBM 1316 disk pack
  - IBM 1316: 2,000,000 character removable disk pack for 1311, 2311; 1962
- IBM 1405: Disk drive
- IBM 1742: IBM System Storage DS4500
- IBM 1750: IBM System Storage DS6000 Series
- IBM 1814: IBM System Storage DS4700
- IBM 1815: IBM System Storage DS4800
- IBM 2072: IBM Storwize V3700
- IBM 2073: IBM Storwize V7000 Unified
- IBM 2076: IBM Storwize V7000
- IBM 2078: IBM Storwize V5000
- IBM 2105: Enterprise Storage Server, or ESS, or Shark (utilized 7133)
- IBM 2106: Estender for IBM 2105 Shark
- IBM 2107: IBM System Storage DS8000 Series
- IBM 2301: Drum drive
- IBM 2302: Disk drive
- IBM 2303: Drum drive
- IBM 2305-1: Fixed head disk 3.0 MB/s Transfer rate, 5 MB capacity
- IBM 2305-2: Fixed head disk 1.5 MB/s Transfer rate, 10 MB capacity
- IBM 2310: Disk drive, single removable platter, 1 Megabyte
- IBM 2311: Disk drive using IBM 1316 disk pack (removable—7.5 MB)
- IBM 2314: Disk drive using IBM 2316 disk pack (removable—28,6 MB)
- IBM 2316: Disk pack for 2314 et al.
- IBM 2319: Disk Facility with 8 removable disks (229 MB in total)
- IBM 2321: Data Cell Tape cartridge Drive with removable cells (400 MB)
- IBM 2421: IBM System Storage DS8000 Series with 1 year warranty
- IBM 2422: IBM System Storage DS8000 Series with 2 years warranty
- IBM 2423: IBM System Storage DS8000 Series with 3 years warranty
- IBM 2424: IBM System Storage DS8000 Series with 4 years warranty
- IBM 2810: IBM XIV Storage System (Generations 1 through 3; varies by model)
- IBM 2812: IBM XIV Storage System (Generations 1 through 3; varies by model)
- IBM 2851: IBM Scale-Out Network Attached Storage (SONAS)
- IBM 3310: Fixed FBA drive
- IBM 3330: Disk drive. (100 MB each spindle, up to 32 spindles per "subsystem"); 1970
- IBM 3330-11: Disk drive. Double the density of 3330-1; 1973.
- IBM 3333: Disk drive, a variant of 3330
- IBM 3336: Disk pack for 3330-1, 3330-2; 1970
- IBM 3336-11: Disk pack for 3330-11; 1973
- IBM 3340: 'Winchester' type disk drive, removable. Model -4, more?; 1973
- IBM 3344: Four 3340's simulated with a 3350 HDA under the covers
- IBM 3350: Disk drive (317.10 MB—1976)
- IBM 3363: Optical disk drive
- IBM 3370: Fixed FBA drive (used to store microcode and config info for the 3090. Connected through 3092); native DASD for 4331, 4361 (70 MB—1979).
- IBM 3375: Disk drive ("The Ugly Duckling" of IBM's DASD devices). 409.8 MB/actuator.  First with dual-path access (via 'D' box)
- IBM 3380: Disk drive; 2.46 GB per each 2-drive module (1981), later double- and triple-density versions
- IBM 3390: Disk drive; 1, 2, 3 and 9 GB initially; later expanded to 27 GB
- IBM 3830: Storage control models 1 and 2
- IBM 3851: Mass storage controller.  Robot arms retrieving cylindrical tape cartridges.
- IBM 3880: Dual-channel DASD controller for 3350,3375,3380.  1981.  Later models with up to 64MB cache.  First hard disk cache in the industry.
- IBM 3990: Quad-channel DASD controller for 3390.
- IBM 4963: Disk subsystem
- IBM 4967: High performance disk subsystem
- IBM 5444: Fixed/Removable disk file for System/3
- IBM 7133: SSA Disk Enclosure (for RS/6000)
- IBM 7300: IBM 7070/IBM 7074 Disk Storage
- IBM 9331: 8" Floppy disk drive
- IBM 9332: DASD; 1986
- IBM 9333: Serial Link Disk Subsystem
- IBM 9335: DASD which looks like a set of drawers.  For AS/400 or System 36/38
- IBM 9337: Disk Array Subsystem; 1992
- IBM 9345: Disk Array Subsystem; employed commodity 5-1/4" hard drives; simulated 3390 hard disks but had a smaller track capacity

#### Armazenamento de fita magnética
- IBM 050: Magnetic Data Inscriber (key operated, records on tape cartridge for IBM 2495 data entry into an IBM System 360)[131]
- IBM 729: Magnetic tape drive (7 Track—6 data bits & 1 parity bit; 200/556/800 Characters/inch)
- IBM 2401: Magnetic tape drive (7 Track—6 data bits & 1 parity bit; 200/556/800 Characters/inch)
- IBM 2401: Magnetic tape drive (9 Track—8 data bits & 1 parity bit; 800/1600 Characters/inch)
- IBM 2415: Magnetic tape drive (9 Track—8 data bits & 1 parity bit; 800/1600 Characters/inch)
- IBM 2420: Magnetic tape drive (9 Track—8 data bits & 1 parity bit)
- IBM 2440: Magnetic tape drive (9 Track—8 data bits & 1 parity bit)
- IBM 2495: Tape Cartridge Reader (reads IBM 050 prepared cartridges into an IBM System 360)[131]
- IBM 3400-4: Lower density tape
- IBM 3400-6: Normal tape
- IBM 3410: Magnetic tape drive (9 Track—8 data bits & 1 parity bit); 1971
- IBM 3411: Magnetic tape unit and controller
- IBM 3420: Magnetic tape drive (9 Track—8 data bits & 1 parity bit)
- IBM 3422: Magnetic tape drive (9 Track—8 data bits & 1 parity bit); 1986
- IBM 3424: Tape unit. Brazil and SA only.
- IBM 3430: Top loading tape drive; 1983
- IBM 3440: Magnetic tape drive (9 Track—8 data bits & 1 parity bit)
- IBM 3480: Cartridge tape drive; 1984
- IBM 3490: Cartridge tape drive; 1991
- IBM 3494: Enterprise tape library
  - IBM Virtual Tape Server (VTS): tape virtualization engine for IBM 3494
- IBM 3495: Robotic tape library
- IBM 3573 models L2U, L3S, F3S: TS3100 Tape Library
- IBM 3573 models L4U, L2H, F3H: TS3200 Tape Library
- IBM 3576: TS3310 Tape Library
- IBM 3577: TS3400 Tape Library
- IBM 3580: LTO tape drive
- IBM 3584: TS3500 Tape Library
- IBM 3588 model F3B: TS1030 Tape Drive; LTO3
- IBM 3588 model F4A: TS1040 Tape Drive; 2007; LTO4; TS2340 is a standalone version
- IBM 3590: tape drive (Magstar)
- IBM 3592: TS1120 Tape Drive; model J1A known as Jaguar in 2004; model E05 in 2007
- IBM 3803: Magnetic tape drive (9 Track—8 data bits & 1 parity bit)
- IBM 3850: Mass Storage System (MMS); 1974
- IBM 3954: TS7510 and TS7520 Virtualization Engines
- IBM 3954: TS7510 and TS7520 Virtualization Engines
- IBM 3956: TS7740 Virtualization Engine; models CC6 and CX6
- IBM 3957: TS7700 Virtualization Engine; model V06
- IBM 4480: Cartridge drives which could be mounted by a robot
- IBM 4580: System/88 disk drive
- IBM 4581: System/88 disk drive
- IBM 4585: Autoload streaming magnetic tape unit
- IBM 4968: Autoload streaming magnetic tape unit
- IBM 6157: Streaming tape drive
- IBM 7208: 8mm SCSI tape drive
- IBM 7330: Magnetic tape drive (7 Track—6 data bits & 1 parity bit; 200/556 Characters/inch)
- IBM 7340: Hypertape
- IBM 8809: Magnetic tape unit
- IBM 9347: Magnetic tape drive (9 Track—8 data bits & 1 parity bit)
- IBM 9349: Magnetic tape drive (9 Track—8 data bits & 1 parity bit)

#### Armazenamento óptico
- IBM 1360: Photodigital Sistema de Armazenamento (terabit)
- IBM 3995: Óptico Biblioteca (terabyte)

#### Rede de armazenamento e virtualização
- IBM 3044: Fibra óptica canal estender link
- IBM 9034: ESCON/Conversor Paralelo
- IBM 2005: rede de área de Armazenamento (SAN) comutador de Canal de Fibra (OEM da Brocade Communications Systems)
- IBM 2031: rede de área de Armazenamento (SAN) comutador de Canal de Fibra (OEM de McData)
- IBM 2032: rede de área de Armazenamento (SAN) comutador de Canal de Fibra (OEM de McData)
- IBM 2053: rede de área de Armazenamento (SAN) comutador de Canal de Fibra (OEM da Cisco)
- IBM 2054: rede de área de Armazenamento (SAN) comutador de Canal de Fibra (OEM da Cisco)
- IBM 2061: rede de área de Armazenamento (SAN) comutador de Canal de Fibra (OEM da Cisco)
- IBM 2062: rede de área de Armazenamento (SAN) comutador de Canal de Fibra (OEM da Cisco)
- IBM 2103-H07: SAN de Canal de Fibra de Hub
- IBM 2109: rede de área de Armazenamento (SAN) comutador de Canal de Fibra (OEM da Brocade Communications Systems)
- IBM 2498: rede de área de Armazenamento (SAN) comutador de Canal de Fibra (OEM da Brocade Communications Systems)
- IBM 2499: rede de área de Armazenamento (SAN) comutador de Canal de Fibra (OEM da Brocade Communications Systems)
- IBM 3534: rede de área de Armazenamento (SAN) comutador de Canal de Fibra (OEM da Brocade Communications Systems)
- IBM SAN Sistema de arquivos: um software para compartilhamento de sistemas de arquivos em SAN
- IBM 2145: Sistema de Armazenamento SAN Volume Controller (SVC)

### Co-processador unidades
- IBM 2938: Matriz de processador; anexar 2044 (modelo 1) ou 2165 (modelo 2)
- IBM 3092: IBM 3090 Processador controlador
- IBM 3838: Matriz de processador; 1976
- IBM 4758: PCI co-Processador Criptográfico

### Controle de entrada/Saída de unidades de
- IBM 2210: NWays Multiprotocol Router (router)
- IBM 2701: Data Adapter Unit (communication controller)
- IBM 2702: Transmission Control (communication controller)
- IBM 2703: Transmission Control (communication controller)
- IBM 2820: Drum Storage Control Unit for 2301 Drum Storage Units
- IBM 2821: Control unit (for 2540 Reader/Punch and 1403 Printer)
- IBM 2835: Control unit model 1 (for 2305-1 Disk)
- IBM 2835: Control unit model 2 (for 2305-2 Disk)
- IBM 2840: Display Control Unit Model I for 2250 Model-II Analog Displays
- IBM 2840: Display Control Unit Model II for 2250 Model III Analog Displays
- IBM 2841: DASD Control unit (for 2311, 2301, 2302, 2303, and 2321)
- IBM 2848: Display Controller (for 2260)
- IBM 2860: Selector Channel (for SYS/360 2065 & above, 370/165, 168 and 195)
- IBM 2870: Multiplex Channel (for SYS/360 2065 & above, 370/165, 168 and 195)
- IBM 2880: Block Multiplex Channel (for 360/85 and 195, 370/165, 168, 195)
- IBM 3088: Multisystem channel communications unit
- IBM 3172: LAN Interconnect Controller (or Nways Interconnect Controller)
- IBM 3174: Subsystem controller
- IBM 3271: Remote control unit
- IBM 3272: Local control unit
- IBM 3274: Control unit
- IBM 3276: Control unit display station
- IBM 3299: Terminal Multiplexer
- IBM 3704: Communication Controller
- IBM 3705: Communication Controller
- IBM 3708: Network control unit
- IBM 3710: Communication adaptor
- IBM 3720: Communication Controller
- IBM 3721: Expansion unit for IBM 3720
- IBM 3724: Controller
- IBM 3725: Communication Controller
- IBM 3728: Communication control matrix switch
- IBM 3745: High-speed communication controller; 1988.  Model -410, more?
- IBM 3746: Multiprotocol Controller
- IBM 3770: Communication system
- IBM 4959: I/O expansion unit
- IBM 4987: Programmable communication subsystem
- IBM 5085: Graphics Processor.  Part of IBM 5080 Graphics System.
- IBM 5088: Graphics Channel Controller.  Part of IBM 5080 Graphics System.
- IBM 5209: 5250-3270 link protocol converter
- IBM 7299: Active Star Hub
- IBM 7171: ASCII Device Attachment Control Unit (S/370 Channel-attached protocol converter for mapping ASCII display screens to IBM 3270 format)
- IBM 7426: Terminal interface unit
- IBM 7621: Tape Control
- IBM 7740: Communication control unit; 1963
- IBM 7750: Transmission Control Unit[132]
- IBM 7909: Data Channel
- IBM 8102: Storage and I/O unit

### Fonte de alimentação/distribuição de unidades
- IBM 3089: IBM 3081/IBM 3090 controlador de Energia. 50 Hz → 400 kHz

### Modems
- IBM 3833: Modem; 1985
- IBM 3834: Modem; 1985
- IBM 3863: Modem
- IBM 3864: Modem
- IBM 3865: Modem
- IBM 3868: montado em Rack de modem
- IBM 5810: distância Limitada multi-modem gabinete (para 5811 e 5812)
- IBM 5811: distância Limitada modem
- IBM 5812: distância Limitada modem
- IBM 5841: 1200 bit/s do modem
- IBM 5842: 2400 bit/s modem; 1986
- IBM 5865: Modem
- IBM 5866: Modem
- IBM 5868: montado em Rack de modem

### Outros
- IBM 1210: Magnetic character-reader/sorter; 1959
- IBM 1219: Rreader/sorter
- IBM 1230: Test Scoring
- IBM 1231: Optical Mark Page Reader
- IBM 1232: Optical Mark Page Reader
- IBM 1255: Magnetic character reader
- IBM 1259: Magnetic character reader
- IBM 1275: Optical reader/sorter
- IBM 1285: IBM 1401/1440/1460/Sys360 Optical Reader for printed numbers
- IBM 1287: S/360 Optical Reader for handwritten numbers
- IBM 1288: S/360 Optical Page Reader for hand written numbers and OCR-A Font
- IBM 1412: Magnetic character reader
- IBM 1418: IBM 1401/1460/Sys360—Optical Reader
- IBM 1419: IBM 1401/1410/Sys360—Magnetic Character Reader
- IBM 1428: IBM 1401/1460/Sys360—Optical Reader
- IBM 2914: Switching unit
- IBM 3017: Power and Coolant Distribution Unit (3031 processor complex)
- IBM 3027: Power and Coolant Distribution Unit (3032 processor complex)
- IBM 3037: Power and Coolant Distribution Unit (3033 processor complex)
- IBM 3087: Coolant Distribution Unit (308x processor complex)
- IBM 3097: Power and Coolant Distribution Unit (3090 processor complex)
- IBM 3117: Image scanner
- IBM 3118: Image scanner
- IBM 3540: Diskette I/O unit
- IBM 3814: Switching Management System
- IBM 3881: Optical page reader
- IBM 3886: Optical character reader
- IBM 3890: Document processor
- IBM 3897: Image capture system
- IBM 3898: Image processor
- IBM 4577: System/88 expansion cabinet
- IBM 4964: Diskette unit
- IBM 4965: Diskette drive and I/O expansion unit
- IBM 4966: Diskette magazine unit
- IBM 4982: Sensor I/O unit
- IBM 4993: Series/1-S/370 termination enclosure
- IBM 4997: Rack enclosure
- IBM 5080: Graphics System; for System/370
- IBM 5085: Graphics Processor.  Part of IBM 5080 Graphics System for System/370.
- IBM 5088: Graphics Channel Controller.  Part of IBM 5080 Graphics System for System/370.
- IBM 5294: Remote control unit
- IBM 6090: High-end graphics system for the System/370
- IBM 7170: Device attachment control unit
- IBM 7770: Audio Response Unit
- IBM 9037: Sysplex Timer

### IBM PC de componentes e periféricos
- IBM 2215: 15" Multisync Monitor a Cores com Controles Digitais 65 kHz para a Ásia-Pacífico
- IBM 5144: PC conversível monocromático
- IBM 5145: PC conversível cor de exibição
- IBM 5151: IBM PC Apresentar—Monocromático (verde) monitor CRT, projetado para o MDA (1981)
- 5152 IBM: IBM PC Impressora Gráfica (que tecnicamente isso foi uma Epson MX-80 impressora matricial (1979) Arquivo:Epson MX-80.jpg, mas foi o IBM-rotulados (1981)
- IBM 5153: IBM PC Cores de Display—monitor CRT, concebido para a CGA (1981)
- IBM 5154: IBM Enhanced Cor de Exibição para Avançado de Adaptador de Gráficos EGA (1984)
- IBM 5161: Unidade de Expansão para o IBM PC, um segundo chassi que estava conectado através do barramento ISA estender e o receptor cartões e um de 60 pinos do conector do cabo; a Unidade de Expansão tinha a sua própria fonte de alimentação com voltagem suficiente para dirigir-se até duas unidades de disco rígido (o IBM 5150 da fonte de alimentação original era insuficiente para as unidades de disco rígido)[133] (1981-1987?)
- IBM 5173: PC de Rede de banda-base de estender
- IBM 5175: IBM Profissional de Exibição de Gráficos—PGC, PGA (1984)
- IBM 5181: Computador Pessoal de Impressora Compacta
- IBM 5182: Computador Pessoal Impressora a Cores
- IBM 5201: Quietwriter Modelo da Impressora 2
- IBM 5202: Quietwriter III impressora
- IBM 6312: PS/ValuePoint Cor do Visor
- IBM 6314: PS/ValuePoint Cor do Visor
- IBM 6317: Cor do visor
- IBM 6319: PS/ValuePoint Cor do Visor
- IBM 6324: Cor do visor
- IBM 6325: Cor do visor
- IBM 6327: Cor do visor
- IBM 8503: monitor Monocromático para PC
- IBM 8507: PS/2 monocromático
- IBM 8512: PS/2 cores de exibição
- IBM 8513: PS/2 cores de exibição
- IBM 8514: PS/2 grande exibição de cor
- IBM 8514/A: adaptador de vídeo
- IBM T220/T221 monitores LCD: 9503 de Ultra-alta resolução do monitor
- IBM 9521: Monitor
- IBM 9524: Monitor
- IBM 9525: Monitor
- IBM 9527: Monitor
- IBM E74: monitor CRT, ac 2001
- IBM E74M: monitor CRT com alto-falantes e microfone (modelo nº. 6517-U7N) ac 2001
- IBM teclado do PC (84 teclas)(1981)
- IBM PC teclado de 101 teclas) Avançado (1984)
- Adaptador de vídeo monocromático (MDA)
- CGA (Color Graphics Adapter)
- Enhanced Graphics Adapter (EGA)
- Profissional controlador de Gráficos (PGC)
- Multicolor Adaptador de elementos Gráficos (MCGA)
- Video Graphics Array (VGA)
- A arquitectura Micro Channel (MCA): 32 bits barramento de expansão para PS/2
- Mwave
- IBM DeskStar e TravelStar série de unidades de disco rígido para desktops e laptops, respectivamente (Adquirida pela unidade de disco rígido divisão de Hitachi)

## Sistemas embarcados, Aplicações específicas de máquinas/sistemas

### A Companhia Aérea Reserva De Sistemas
- Deltamatic: Delta Air Lines sistema de reservas
- PANAMAC: Pan American World Airways sistema de reservas
- Programado Sistema de reservas companhia Aérea (PARS): o sistema de reservas da companhia aérea
- Sabre: as reservas do sistema, originalmente usado pela American Airlines
- IBM 9081: companhias aéreas versão do 3081
- IBM 9083: companhias aéreas versão do 3083
- IBM 9190: companhias aéreas versão do 3090

### Banco e finanças
- IBM 801: Proof Machine
- IBM 802: Proof Machine, 24 pockets
- IBM 803: Proof Machine, 32 pockets; 1949 to 1981, a product for 32 years![134]
- IBM 1201: Proof Inscriber
- IBM 1203: Unit Inscriber (keyoperated, print on checks, etc. with magnetic ink)
- IBM 1240: Banking system; 1963
  - IBM 1241: Bank Processing Unit
- IBM 1260: Electronic Inscriber (keyoperated for proving deposits, sorting and listing of checks)
- IBM 1420: High-speed Bank Transit System; 1962
- IBM 1450: Data Processing System for small banks; 1968
- IBM 2730: Transaction validation terminal; 1971
- IBM 2984: Cash dispensing terminal; 1972
- IBM 3600: Finance Communication System; 1973
  - IBM 3601: Branch Controller
  - IBM 3602: Branch Controller
  - IBM 3604: Teller Terminal (Keyboard/Magnetic Swipe/Display/Optional PINpad)
  - IBM 3606: Teller Terminal (Keyboard/Magnetic Swipe/Display)
  - IBM 3608: Printer with Keyboard and Display
  - IBM 3609: Printer
  - IBM 3610: Document Printer
  - IBM 3611: Passbook Printer
  - IBM 3612: Document/Passbook Printer
  - IBM 3613: Journal Printer
  - IBM 3614: Automatic teller machine (ATM aka CTF); 1973
  - IBM 3615: Administrative Printer
  - IBM 3616: Journal Printer
  - IBM 3619: Line Printer ('Australian' administrative printer version)
  - IBM 3620: Magnetic Stripe Reader Encoder and Journal/Document Printer
  - IBM 3621: Statement Printer with Magnetic Stripe Reader and optional Keyboard/PINpad
  - IBM 3624: Through-the-wall ATM; 1979
- IBM 3670: Brokerage communications system; 1971
- IBM 3895: Deposit processing system; 1978
- IBM 4700: Branch Banking Equipment; 1981
  - IBM 4701: Branch Controller (8" floppy disc)
  - IBM 4702: Branch Controller (5-1/4" HD floppy disc; hard disc)
  - IBM 4704: Teller Terminal (Keyboard/Magnetic Swipe/Display/Optional PINpad)
  - IBM 4710: Journal/Cutform Printer
  - IBM 4712: Journal/Cutform Printer
  - IBM 4713: Verification Printer
  - IBM 4715: Printer
  - IBM 4720: Cutform/Passbook Printer
  - IBM 4722: Passbook Printer
  - IBM 4723: Document Processor
  - IBM 4730: Counter-style Personal Banking Machine (PBM); 1983
  - IBM 4731: In-lobby PBM; 1983
  - IBM 4732: In-lobby PBM; 1987
  - IBM 4736: Cash-only PBM
  - IBM 4737: Self-service transaction station
  - IBM 4781: Table Top ATM; 1991 (re-badged Diebold 1060)
  - IBM 4782: In-lobby ATM; 1991 (re-badged Diebold 1062)
  - IBM 4783: Cash-only ATM; 1991 (re-badged Diebold 1064)
  - IBM 4785: Exterior ATM; 1991 (re-badged Diebold 1072)
  - IBM 4786: Exterior Cash-only ATM; 1991 (re-badged Diebold 1071)
  - IBM 4787: Exterior Drive-up ATM; 1991 (re-badged Diebold 1073)
  - IBM 4788: Exterior Self-standing Cash-only ATM; 1991 (re-badged Diebold 1074)
  - IBM 4789: Cash-only ATM; 1991 (re-badged Diebold 1063)
  - IBM 5922: Low-speed Magnetic Ink Character Recognition (MICR) Reader
- IBM 5995: Branch Controller

### Processamento de documentos
- IBM MT/ST: Fita Magnética/máquina de escrever Selectric; 1964
- IBM 1282: Óptico leitor de cartão perfurado
- IBM 1287: leitor Óptico; 1966
- IBM 1288: Óptico leitor de Página;
- IBM 2956: Marcado Leitor de Cartão
- IBM 3740: a entrada de Dados do sistema; 1973
  - IBM 3741: Dados da Estação
  - IBM 3742: Dupla de Dados da Estação de
  - IBM 3747: Conversor de Dados de
  - IBM 3713 Impressora
  - IBM 3540 Disquete de Entrada/Saída da Unidade
- IBM 3881: Óptico marca de leitor; 1972
- IBM 3886: leitor Óptico de caracteres; 1972
- IBM 3890: Processador de Documentos; 1973
- IBM 3892: Processador de Documentos; 1987
- IBM 6640: impressora de Documentos; 1976; 1977 reatribuída a ser parte do Sistema Office/6
- IBM Displaywriter Sistema de Estação de Trabalho; 1980[135]
  - IBM 6360: IBM Displaywriter: Unidade de Disquete
  - IBM 6361: IBM Displaywriter: Mag Cartão de Unidade
  - IBM 6580: IBM Displaywriter: Exibir Estação
- IBM 9370: Documento reprodutor; 1966
- IBM Office System/6
  - IBM 6/420: stand-alone unidade de processamento de informação; parte do Office System/6; 1978
  - IBM 6/430: informações do processador; parte do Office System/6; 1977
  - IBM 6/440: informações do processador; parte do Office System/6"; 1977
  - IBM 6/442: informações do processador; parte do Office System/6; 1978
  - IBM 6/450: informações do processador; parte do Office System/6; 1977
  - IBM 6/452: informações do processador; parte do Office System/6; 1978

### Educacional
- IBM 1500: sistema de instrução assistida por Computador; 1966[136]
  - IBM 1510: Mostrador de Consola
  - IBM 1512: Projetor de Imagens

### Governo: Aviônica, de Computação, de Controle e de Comando, e de sistemas espaciais
- IBM Relay Calculator: aka The IBM Pluggable Sequence Relay Calculator (Aberdeen Machine), 1944[57][58]
- IBM NORC: Naval Ordnance Research Calculator; 1954
- AN/FSQ-7: computer for the Semi Automatic Ground Environment; 1959 (IBM had the manufacturing contract)
  - IBM 728: Magnetic Tape Reader/Recorder (7 Track—6 data bits & 1 synchronization bit; 248 Characters/inch)
- AN/FSQ-8 Combat Control Central: variant of the AN/FSQ-7
- AN/FSQ-31V: US Air Force Command and Control Data Processing Element for SACCS; 1959–1960
  - IBM 4020: IBM id for the AN/FSQ-31V[137]
- AN/FSQ-32:  SAGE Solid State Computer
- IBM 2361: NASA's Manned Spacecraft Center IBM 7094 II Core Storage Unit (524288—36-bit words); 1964[138]
- ASC-15 Titan II Guidance Computer
- Gemini Guidance Computer[139]
- Saturn Guidance Computer[140]
- Saturn instrument unit[141]
- IBM System/4 Pi: avionics computers; military and NASA; 1966
  - Skylab Onboard Computers[142]
  - Space Shuttle General Purpose Computer[143]
  - AN/ASQ-155 computer
- IBM RAD6000: Radiation-hardened single board computer, based on the IBM RISC Single Chip CPU
- ASCI White Supercomputer: Built as stage three of the Accelerated Strategic Computing Initiative (ASCI) started by the U.S. Department of Energy and the National Nuclear Security Administration
- IBM 7950: Cryptanalytic computer using 7030 as CPU; 1962 (Harvest)
  - IBM 7951: IBM 7950 Stream coprocessor
  - IBM 7952: IBM 7950 High performance core storage (1024—72-bit words: 64 data bits & 8 ECC bits)
  - IBM 7955: IBM 7950 Tractor Magnetic tape system (22 Track—16 data bits & 6 ECC bits; 2400 words/inch)[144]
  - IBM 7959: IBM 7950 High speed I/O exchange
- IBM 9020: for FAA
  - IBM 7201: enhanced 2065 (S/360-65) used in the IBM 9020 complex

### A indústria e a fabricação de
- IBM 357: Data Collection system; 1959
  - IBM 013: Badge Punch
  - IBM 024/026: Card Punch (81 col)
  - IBM 357: Input Station (Badge and/or serial card reader)
  - IBM 358: Input Control Unit
  - IBM 360: Clock Read-Out Control
  - IBM 361: Read-Out Clock
  - IBM 372: Manual Entry
  - IBM 373: Punch Switch
  - IBM 374: Cartridge Reader
- IBM 1001: Data transmission system; 1960[145]
- IBM 1030: Data Collection system; 1963
  - IBM 1031: Input Station.
  - IBM 1032: Digital Time Unit.
  - IBM 1033: Printer.
  - IBM 1034: Card Punch
  - IBM 1035: Badge Reader
- IBM 1050: Data Communications System; 1963
  - IBM 1026: Transmission Control Unit
  - IBM 1051: Central Control Unit
  - IBM 1052: Printer-Keyboard, based on Selectric mechanism
  - IBM 1053: Console Printer, based on Selectric mechanism
  - IBM 1054: Paper Tape Reader
  - IBM 1055: Paper Tape Punch
  - IBM 1057: Punched Card Output
  - IBM 1058: Printing Card Punch Output
  - IBM 1092: Programmed Keyboard (keyboard storage for input to 1050)
  - IBM 1093: Programmed Keyboard (used in tandem with 1092 for transmission to 24/26 or 7770)
- IBM 1060: Data Communications System
  - IBM 1026: Transmission Control Unit
- IBM 1070: Process Communication System; 1964
  - IBM 1026: IBM 1030/1050/1060/1070 Transmission Control Unit
  - IBM 1071: Terminal Control Unit
  - IBM 1072: Terminal Multiplexer
  - IBM 1073: Latching Contact Operate Model 1
  - IBM 1073: Counter Terminal Model 2
  - IBM 1073: Digital-Pulse Converter Model 3
  - IBM 1074: Binary Display
  - IBM 1075: Decimal Display
  - IBM 1076: Manual Binary Input
  - IBM 1077: Manual Decimal Input
  - IBM 1078: Pulse Counter
- IBM 1080: Data Acquisition System
  - IBM 1081: DAS Control...for analytical applications
  - IBM 1082: Punched Card Input
  - IBM 1083: Remote Control (provides Operator Scan Request)
  - IBM 1084: Sampler Reader (Technicon Sampler 40)
  - IBM 1055: Paper Tape Punch
  - IBM 1057: Punched Card Output
  - IBM 1058: Printing Card Punch Output
- IBM 1710: Control system based on IBM 1620; 1961[146]
  - IBM 1620: IBM 1710 Central Processing Unit
  - IBM 1711: IBM 1710 Data Converter (A/D)
  - IBM 1712: IBM 1710 Multiplexer and Terminal Unit
- IBM 1720: Control system based on IBM 1620; 1961
- IBM 1800: Process control variant of the IBM 1130; 1964[147]
- IBM 2790: Data Communications System; 1969
  - IBM 2715: Transmission controller
  - IBM 2791: Area Station
  - IBM 2793: Area Station
  - IBM 2795: Data Entry Unit
  - IBM 2796: Data Entry Unit
- IBM 3630: Plant Communications System; 1978
- IBM 3730: Distributed office communication system; 1978
- IBM Series/1: brand name for process control computers; 1976[148]
  - IBM 4953: Series/1 processor model 3; 1976
  - IBM 4954: Series/1 processor model 4
  - IBM 4955: Series/1 processor model 5; 1976
  - IBM 4956: Series/1 processor model 6
- IBM 5010: System/7 processor; industrial control; 1970
- IBM 5275: Direct Numerical Control Station; 1973
- IBM 5531: Industrial computer for plant environments; 1984
- IBM 7531: Industrial computer; 1985
- IBM 7532: Industrial computer; 1985
- IBM 7535: Industrial robotic system; 1982
- IBM 7552: Industrial computer; 1986
- IBM 7565: Industrial robotic system; 1982
- IBM 7700: Data Acquisition System, not marketed; 1964
- IBM 9003: Industrial computer; 1985

### Médico/ciência/equipamento de laboratório
- IBM 2991: Sangue separador de células; 1972; modelo 2 1976
- IBM 2997: Sangue separador de células; 1977
- IBM 5880: Eletrocardiógrafo sistema; 1978
- IBM 9630: Gás chromograph; 1985[149]

### Investigação/Publicidade (não de produtos) máquinas
- IBM Columbia Diferença de Tabulação: 1931[150]
- IBM ASCC: Automatic Sequence Controlled Calculator (aka. Harvard Mark I); 1944
- IBM SSEC: A Sequência de Calculadora Eletrônica; 1948[151]
- IBM Deep Blue: Xadrez de computador desenvolvido para 1997 coincidir com Garry Kasparov
- IBM Watson: Uma inteligência artificial sistema de computador capaz de responder perguntas em linguagem natural, desenvolvido especificamente para responder a perguntas sobre o quiz show Jeopardy!.[152]

### Varejo/ponto-de-venda (POS)
- IBM 3650: Loja de Varejo Sistema; 1973
- IBM 3660: Sistema de Supermercado; 1973
- IBM 3663: Supermercado Terminal; 1973[153]
- IBM 4610: SureMark Varejo Impressora
- IBM 4683: Baseado em PC, o Sistema de Varejo; 1987
- IBM 4693: Baseado em PC, o Sistema de Varejo
- IBM 4694: Baseado em PC, o Sistema de Varejo
- IBM SurePOS 300: Custo eficaz Baseado em PC, o Sistema de Varejo
- IBM SurePOS 500: Tudo em um PC Baseado em Sistema de Varejo
- IBM SurePOS 700: PC de Alto desempenho Baseado em Sistema de Varejo
- IBM SureOne: Baseado em PC, o Sistema de Varejo
- Em qualquer lugar POS: Cliente Quiosque da tela de toque

### Telecomunicações
- International Time Recording Co. Série 970: o Sistema de Telefone (1930)[64]
- SAIS (Semi-Automática de Intercepção do Sistema): Adicionado automatizado personalizado interceptar mensagens para o Sino do Sistema's operador centralizada baseada em interceptar sistema, usando um computador controlado magnético de tambor de reprodução de áudio de nível médio. Final da década de 1960.
- IBM 1750: Sistema de Comutação
- IBM 1755: Operador de estação de
- IBM 2750: Sistema de Comutação
- IBM 3750: Sistema de Comutação
- IBM 8750: Business Communications System
- IBM 9750: Business Communications System (ROLM)
- IBM 9751: CBX: Principal componente do sistema 9750
- IBM Simon: Smartphone; 1994

### Não classificados
- IBM 6361: Fastdraft sistema; 1982, um baixo custo de elaboração do sistema usando uma caneta de luz e uma tela CRT.[154]
- IBM TouchMobile computador de mão, anunciou, em 1993,[155]

## Software de computador
Alguns softwares de programação está para famílias de software, não de produtos (Fortran não era um produto; Fortran H foi um produto).
Alguns produtos de software IBM eram distribuídos gratuitamente (sem custo para o software em si, uma prática comum no início da indústria). O termo "Programa de Produto" foi utilizado pela IBM para indicar que ele está livremente disponível, mas não de graça. Antes de junho de 1969, a maioria dos pacotes de software escrito pela IBM eram disponível gratuitamente para clientes IBM; de junho de 1969 anúncio, o novo software não designados como "Sistema de Controle de Programação" tornou-se Produtos do Programa, apesar de existente, não de software do sistema manteve-se disponíveis para livre.

### Sistemas operacionais
- AIX, IBM's family of proprietary UNIX OS's (Advanced Interactive eXecutive) on multiple platforms
- BPS/360 (Basic Programming Support/360)
- BOS/360 (Basic Operating System/360)
- TOS/360 (Tape Operating System/360)
- DM2, Disk Monitor System Version 2 for the IBM 1130
- DOS/360 (Disk Operating System/360)
- DOS/VS (Disk Operating System/Virtual Storage—370), virtual memory successor to DOS/360
  - DOS/VSE (Virtual Storage Extended—370, 4300)
  - VSE/ESA (Virtual Storage Extended/Enterprise System Architecture)
  - z/VSE for z/Architecture
- DPCX (Distributed Processing Control eXecutive) for IBM 8100
- DPPX (Distributed Processing Programming eXecutive) for IBM 8100 and, later, the ES/9370
- CPF (Control Program Facility) for the System/38
- IBM i, previously i5/OS and OS/400, successor to CPF for AS/400, IBM Power Systems, and PureSystems
- IBSYS (IBM 7090/94 operating system)
- IX/370 An IBM proprietary UNIX OS (Interactive eXecutive for IBM System/370)
- Model 44 Programming System for the System/360 Model 44
- OS/360 (Operating System/360 for IBM System/360)
  - PCP (Primary Control Program option)
  - MFT (Multiprogramming with a Fixed number of Tasks option)
  - MVT (Multiprogramming with a Variable number of Tasks option)
    - M65MP (Model 65 Multiprocessor option)
- OS/VS1 (Operating System—Virtual Storage 1) for IBM System/370, virtual memory successor to MFT
- OS/VS2 (Operating System—Virtual Storage 2) for IBM System/370, virtual memory successor to MVT
  - SVS: Release 1 (Single Virtual Storage)
  - MVS: Release 2-3.8 (Multiple Virtual address Spaces)
    - MVS/370 (OS/VS2 2.0-3.8, MVS/SE, MVS/SP V1)
      - MVS/SE: MVS System Extensions
        - Release 1: based on OS/VS2 R3.7 plus selectable units
        - Release 2: based on OS/VS2 R3.8 plus selectable units

      - MVS/SP: MVS/System Product, replacement for MVS/SE
        - MVS/SP V3
        - MVS/ESA SP V4
        - MVS/ESA SP V5

    - MVS/XA (Multiple Virtual Systems—Extended Architecture): MVS/SP V2
    - MVS/ESA (Multiple Virtual Systems—Enterprise Systems Architecture)
- OS/390, successor to MVS for IBM System/390
- z/OS, successor to OS/390 for z/Architecture and, up through Version 1.5, System/390
- OS/2 (Operating System/2) for the IBM PS/2
- PC DOS (Personal Computer Disk Operating System)
- System Support Program for System/34, System/36
- Transaction Processing Facility, formerly IBM Airline Control Program (ACP)
- TSS/360 (Time Sharing System, a failed predecessor to VM/CMS, intended for the IBM System/360 Model 67)
- CP-67 May refer to either a package for the 360/67 or only to the Control program of that package.
- CP/CMS Another name for the CP-67 package for the 360/67; predecessor to VM.
- VM, sometimes called VM/CMS (Virtual Machine/Conversational Monitor System) Successor systems to CP-67 for the S/370 and later machines. First appeared as Virtual Machine Facility/370 and most recently as z/VM.
  - VM/SE Virtual Machine/System Extension, also known as System Extension Program Product (SEPP). An enhancement to Virtual Machine Facility/370, replaced by VM/SP.
  - VM/BSE Virtual Machine/Basic System Extension, also known as Basic System Extension Program Product (BSEPP). An enhancement to Virtual Machine Facility/370, providing some of the facilities of VM/se, replaced by VM/SP.
  - VM/SP Virtual Machine/System Product, replacing VM/SE and the base for all future VM versions.
  - VM/XA Virtual Machine/Extended Architecture 31-bit VM
  - VM/ESA (Virtual Machine/Enterprise System Architecture)
- 4690 OS (retail)

### Utilitários e idiomas
- A20 handler for the PC (address line 20 handler)
- Ada
- ALGOL 60 Included in OS/360
- APL
- Autocoder macro assemblers for various machines, with nothing in common but the name
- SPS (Symbolic Programming System).  An assembler[158] for IBM 1401 or IBM 1620 systems, less capable than Autocoder
- COBOL (Common Business Oriented Language)
- CSP (Cross System Product)
- EGL (Enterprise Generation Language)
- FAP assembler for the IBM 709, 7090, and 7094 (FORTRAN Assembly Program)
- FORTRAN  (originally developed by IBM for the 704) (FORmula TRANslator)
- JCL batch job language for OS/360 and successors
- JES2 and JES3, job entry and spooling subsystems
- MAP (Macro Assembly Program in the IBJOB component of IBSYS)
- Pascal
- PL/I (Programming Language/One)
- PL/S (Programming Language/Systems), originally named BSL (Basic Systems Language), later PL/AS, PL/X
- REXX scripting language (REstructured eXtended eXecutor)
- FARGO (Fourteen-o-one Automatic Report Generation Operation).  Predecessor of RPG for the IBM 1401
- RPG (Report Program Generator)
  - RPG for IBM 1401 and System/360
  - RPG II for System/3, System/32, System/34, System/36, and System/370
  - RPG III for System/38, its successor AS/400, and System/370
  - RPG IV for RISC AS/400 and other machines running IBM i
- SOAP (Symbolic Optimal Assembly Program for IBM 650)
- IBM Compilers (formerly VisualAge compilers (C/C++, Fortran, Java, ...))
- Eclipse an IDE
- XEDIT an editor for VM/CMS systems
- ISPF Interactive System Productivity Facility.  An IDE for MVS and z/OS systems
- IBM Information Access Gave customers access to the Retain and PTF databases, circa 1981
- Power spooler for DOS/360 and successors

### Middleware e aplicações
IBM distribui sua coleção diversificada de produtos de software ao longo de várias marcas, principalmente:
1. IBM próprias marcas para muitos produtos de software originalmente desenvolvido in-house;
2. Lotus: a colaboração e a comunicação;
3. Racional: desenvolvimento e manutenção de software;
4. Tivoli: a gestão, a operação e a Nuvem;
5. O WebSphere: Internet.
6. Watson artigo Principal: IBM Watson

- 9PAC Report generator for the IBM 7090 (709 PACkage)
- IBM Administrative Terminal System (ATS) Online Text Entry, Editing, Processing, Storage and Retrieval
- IBM Advanced Text Management System (ATMS) A CICS-based successor to ATS, ATMS served as the text entry system for STorage And Retrieval System (STAIRS)
- IBM Assistant Series (Filing Assistant, Reporting Assistant, Graphing Assistant, Writing Assistant and Planning Assistant)
- IBM Audio Distribution System
- IBM BS12 (IBM Business System 12)
- IBM CICS (Customer Information Control System)
- IBM CICS Transaction Gateway
- IBM CICS Web interpreter, IBM OD390
- IBM Cloudscape Pure Java Database Server.  Now open source Apache Derby
- IBM Cognos Business Intelligence Business Intelligence Suite
- IBM Concurrent Copy, backup software
- IBM DB2 Relational DBMS (DataBase 2)
- IBM DB2 Content Manager
- IBM DB2 Document Manager
- IBM DB2 Records Manager
- IBM Deep Computing Visualization for Linux V1.2
- IBM DISOSS Distributed Office Support System
- IBM Document Composition Facility (DCF), previously known as SCRIPT
- IBM Document Library Facility (DLF)
- IBM FileNet products, P8 Business Process Management and Enterprise Content Management(FileNet bought by IBM)
- IBM Graphical Data Display Manager (GDDM).
- IBM Generalized Information System (GIS).
- IBM HTTP Server
- IBM i2 Analyst's Notebook and COPLINK[159]
- IBM Information Management System (IMS) Hierarchical database management system (DBMS)
- IBM Informix Dynamic Server
- IBM Lotus cc:Mail
- IBM Lotus Connections
- IBM Lotus Expeditor
- IBM Lotus QuickPlace
- IBM Lotus Quickr
- IBM Lotus Notes (Lotus Development was bought by IBM in 1995)
- IBM Lotus Sametime
- IBM Lotus SmartSuite Office Suite
- IBM Lotus Symphony Office Suite
- IBM Maximo Asset Management
- IBM Network Design and Analysis (NETDA)
- IBM Network Performance Monitor (NPM)
- IBM OMEGAMON
- IBM Personal Communications Emulator, also known as Host Access Client
- IBM Print Management Facility (PMF)
- IBM Print Services Facility (PSF)
- IBM OfficeVision originally named PROFS
- IBM QualityStage Acquired from Ascential
- Rational Software's products (Rational bought by IBM in 2003)
- IBM Rational Application Developer
- IBM Rational Software Architect
- IBM Rational System Architect
- IBM Rational Asset Manager
- IBM Rational Automation Framework Previously known as IBM Rational Automation Framework for WebSphere
- IBM Red Brick Database Server
- IBM RFID Information Center (RFIDIC) Tracking and tracing products through supply chains
- IBM Screen Definition Facility II (SDF II), a software tool for the interactive development of screen definition panels.[160]
- IBM SearchManager text search, successor to STAIRS
- IBM Security Key Lifecycle Manager
- IBM Softek TDMF
- IBM STorage and Information Retrieval System (STAIRS) Text search
- IBM Sterling B2B Integrator
- IBM Teleprocessing Network Simulator (TPNS)
- IBM Tivoli Access Manager (TAM)
- IBM Tivoli Application Dependency Discovery Manager (TADDM)
- IBM Tivoli Asset Manager for IT (TAMIT)
- IBM Tivoli Framework (Tivoli Systems was bought by IBM in 1995)
- IBM Tivoli Change and Configuration Management Database (CCMDB)
- IBM Tivoli Compliance Insight Manager (TCIM)
- IBM Tivoli Monitoring
- IBM Tivoli Netview
- IBM Tivoli Netcool
- IBM Tivoli Provisioning Manager
- IBM Tivoli Service Automation Manager
- IBM Tivoli Storage Manager (Formerly ADSM, moved to Tivoli in 1999)
- IBM Tivoli Storage Manager FastBack
- IBM Tivoli Workload Scheduler
- IBM Tivoli System Automation
- IBM U2, including IBM UniVerse and IBM UniData Dimensional database DBMS
- IBM ViaVoice Dictation (early version: IBM VoiceType)
- IBM Virtualization Engine
- IBM VSPC
- IBM WebSphere
- IBM WebSphere Application Server
- IBM WebSphere Adapters
- IBM Websphere Business Events
- IBM WebSphere Banking Transformation Toolkit
- IBM Websphere Host On-Demand (HOD) Host On-Demand Web-based TN3270, TN5250 and VT440 Terminal Emulation.
- IBM WebSphere Message Broker
- IBM WebSphere MQ (previously known as IBM MQSeries)
- IBM WebSphere Portal
- IBM WebSphere Portlet Factory
- IBM WebSphere Process Server
- WebSphere Service Registry and Repository
- IBM Worklight (Mobile application platform)
- IBM Workplace Web Content Management (IWWCM) Web content management for WebSphere Portal and Domino servers (Presence Online dba Aptrix bought by IBM in 2003)
- IBM Works Office suite for OS/2
- TOURCast
- CoScripter
- ICCF Interactive Computing and Control Facility.  An interactive editor that runs under CICS on DOS/VSE.  Now included as part of "VSE Central Functions."
- NCCF Network Communications Control Facility. A network monitoring and control subsystem

#### Watson Compromisso Com O Cliente
O Watson Envolvimento do Cliente (comumente conhecido como WCE e anteriormente conhecido como IBM Commerce) da unidade de negócios suporta marketing, comércio, cadeia de suprimentos e desenvolvimento de software e de ofertas de produtos para a IBM. Software e soluções oferecidos como parte dessas três carteiras por WCE são como segue:

##### Watson Marketing Carteira
- Watson Campanha De Automação
- Watson Marketing Insights
- Watson Em Tempo Real De Personalização
- Watson Conteúdo De Hub
- Análise Da Experiência Do Cliente

##### Watson Commerce
- IBM Comércio Digital
- IBM WebSphere Commerce
- Watson Comércio Insights
- IBM de Gerenciamento de Ordem de
- IBM Loja Engajamento
- Watson Ordem Otimizador
- IBM Call Center
- A IBM de Configurar, de Preços, Cotação
- IBM Visibilidade do Inventário
- IBM Watson Pagar
- IBM Gateway de Pagamento
- IBM Dinâmica de Preços
- IBM Otimização de Preços
- IBM gerência de Preços
- IBM Markdown Optimization
- Forms Experience Builder

##### Watson Cadeia De Suprimentos
- IBM Cadeia de Abastecimento, Rede de Negócios
- IBM Cadeia de Fornecimento de Insights
- IBM B2B Integração da Carteira de
- IBM Estratégico de Gestão de Abastecimento

## Centros de dados
- Portátil Modular Centro De Dados
- Escalável E Modular Do Centro De Dados

## Serviços
- Chamada/360 partilha de tempo de serviço (1968)[161]
- Silverpop, com base em Atlanta, empresa de software[162]